# バルタン星人
バルタン星人（バルタンせいじん）は、円谷プロダクションが日本で制作した特撮テレビドラマシリーズ「ウルトラシリーズ」に登場する架空の宇宙人（異星人）。別名は宇宙忍者。

## 概要
『ウルトラマン』第2話「侵略者を撃て」にて初登場。
セミに似た顔、ザリガニのような大きいハサミ状の両手を持ち、高度な知能を備えた直立二足歩行の異星人である。両手は厚さ20センチメートルの鉄板を切断できるという。マッハ5での飛行能力のほか、瞬間移動能力も有しており、分身するかのように移動できる。眼は5,000個の眼細胞から構成される複眼となっており、1万メートル先の米粒も視認できる。その反面、どの個体も接近戦が苦手な描写が存在する。一般に「フォッフォッフォッフォッフォッ」と表記される独特の音声を発するが、『ウルトラマン』第2話の監督と脚本を担当した飯島敏宏によれば、その際に腕を上げて手を揺らすのは、「腕を下げていると爪が重くて大変だったから、休むために生まれたシーン。腕を上にあげて立てていると楽だった」という。
地球を訪れる最初の目的は侵略ではなく、故障した宇宙船の修理のためだった。自分たちの故郷であるバルタン星が発狂した科学者の行った核実験で壊滅したため、たまたま宇宙船で旅行中だった20億3,000万人のバルタン星人が故郷を失い、難民となった。身体をバクテリア大にまで縮小して放浪の旅を続けていたバルタン星人たちは、やがて発見した地球で宇宙船を修理しようと飛来した際に現地を気に入り、ハヤタ隊員の提言を無視して侵略を開始する。科特隊隊員との初めての会話では、地球人が持つ生命の概念はバルタン星人にとって理解できないものである様子が描写されている。
『ウルトラマン』第16話への再登場以降、数多くのウルトラシリーズに登場し、ウルトラ戦士の最大のライバルとして幅広い層から認知され、円谷プロ50周年を記念して実施された「ウルトラ怪獣総選挙」でも2位にランクインするなど、人気を博している。下記の漫画やゲーム、ライブステージなど映像以外の作品にもたびたび登場するうえ、バラエティ番組へのゲスト出演など、ウルトラシリーズ以外のメディアでも活躍している。前述したように元は故郷を失った放浪者であり、『ウルトラマン』の世界とは別の世界を舞台とする作品（『ウルトラマンコスモス』や『ウルトラマンマックス』）では、人類に友好的に接する下記の個体（チャイルドやタイニーなど）も登場している。
単独で取り上げられる機会も多く、2009年11月にはバルタン星人を特集したコスミック出版の書籍『バルタン星人 〜不滅のダークヒーロー〜』 (ISBN 978-4-7747-5305-8) が発売された。同書によれば笑い声は当時の時代劇の悪役から考えられ、宇宙忍者という別名は後から付けられたとされている。また、着ぐるみの頭部はかなり重く、アトラクション中に落ちるというアクシデントが起こったそうである。
飯島は、バルタン星人は科学や経済が発達した人類の未来の姿を映した反面教師と位置づけており、「悪役として描かれた後発のバルタン星人については認めていない」旨を発言しているほか、「もう悪役にしたくない」とも発言している。

### 名前の由来
命名は飯島による。名称はバルカン半島に由来するという説と、設定作業当時の人気歌手シルヴィ・ヴァルタンから取ったという説があるが、飯島のコラム「今明かされるバルタン出生の秘密」によれば正しいのは前者であり、「母星が兵器開発競争によって滅んだため、移住先を求めて地球にやってきた」という設定を、ヨーロッパの火薬庫といわれて紛争の絶えなかったバルカン半島に重ねているとされる。
しかし、2012年7月24日にWOWOWで放送された『ザ・プライムショー』では後者の説が採用され、飯島自身は実際にはヴァルタンのファンではなかったが、「（名付け親である）飯島がヴァルタンの大ファンであったため」という理由にしたと語っている。また、同番組とは別に「世界怪物怪獣大全集」（キネマ旬報社、1967年、ISBN 4-87376-191-3）では後者について言及しており、その由来はヴァルタンが出演するレナウンのCMであると当時円谷プロで企画室長を務めていた金城哲夫が述べているが、復刻版ではこの点について、事実とは異なると述べている。
2016年2月19日の日本経済新聞の「文化」面に掲載された飯島のコラム「ウルトラマン誕生 大作戦」では、バルタン星人の名前はバルカン半島に由来するが、宣伝部の案でヴァルタンから名付けたことに決めたので、両説とも間違いではないと述べている。
なお、1989年3月21日にTBSで放送された『初公開！ウルトラマンの裏のウラ バルタン星人が大復活！』でインタビューを受けた飯島は、「夜中に突然出てきた名前なのではっきりしない。バルカンの星の下にかも知れないし、シルヴィ・バルタンも多少あったかも知れない」と答えている。

### デザイン・造型
- デザイン：成田亨[17][18]
- 造型：佐藤保[19]
  - 初代バルタン星人の造形担当は佐々木明というのが1980年代から定説とされていたが、佐々木自身がこれを否定している[20]。

撮影に使用された着ぐるみは、『ウルトラQ』第16話「ガラモンの逆襲」に登場したセミ人間を改造したもの。セミ人間は回転しながら発光する両眼が印象的だったが、バルタン星人では発光する両眼を回転させ、さらに左右に動かせるよう機電担当の倉方茂雄が改良を施した。しかし、造型を担当した佐藤は2013年のインタビューで「セミ人間を改造した記憶はない」と述べている。
「セミ人間に角とハサミをつけてくれ」という飯島の注文で、成田によってデザイン画が描かれた。兜や鎧の意匠をセミ人間に追加し、有機的にハサミを抽象化している。額にあるVの字状のものは、デザイン画ではもっと細く鋭く尖った形状であった。
「侵略者を撃て」で特技監督を務めた的場徹は、「バルタン星人をセミ人間（ウルトラQ）に似せてつくったのも私のアイディアです。あのセミとハサミをくっつけるというのは自分でもなかなかよかったと思っています」と述べている。
飯島はデザインコンセプトについて、当時は宇宙に生物がいるかどうか不明であったためにとりあえず昆虫型とし、ハサミは川で大量に繁殖していたアメリカザリガニからイメージしたものとしている。
手がハサミ状ゆえにじゃんけんではチョキしか出せないが、2013年に各地のデパートなどで開催された円谷プロ50周年記念イベントでは、着ぐるみのバルタン星人に勝利すると景品がもらえる「バルタン星人とジャンケン大会」が行われた。先着100人のイベントで、結果はバルタン星人の100戦100敗に終わった。

## 『ウルトラマン』に登場するバルタン星人
本編に先立って1966年7月9日に杉並公会堂で開催されたイベント「ウルトラマン前夜祭 ウルトラマン誕生」（放映は翌10日）にも登場している。

### 初代
『ウルトラマン』第2話「侵略者を撃て」に登場。
故郷のバルタン星を狂った科学者が行った核実験によって失い、たまたま宇宙旅行中だったことから難を逃れた20億3千万人の同胞と共に、宇宙船で放浪していた異星人。「宇宙忍者」という異名どおり、多彩かつ特異な能力を持っている種族である。作中世界の火星に存在する架空の物質「スペシウム」を弱点としている。宇宙船内部ではほとんどの乗員がミクロ化されて地球のバクテリア大で眠っており、科特隊と接触することになる1名のみが、人間大のサイズで活動している。地球には重力バランスの狂った宇宙船の修理と欠乏した予備パーツのダイオードの調達のために偶然立ち寄っただけであるが、自分たちの居住できる環境と判明したため、移住を強行しようとする。
武器は両手のハサミから出す、赤色凍結光線と白色破壊光弾。足の内部には、物体を腐らせる液体が入った袋が存在する（設定のみ）。また、防御能力として数多の分身を作ることが可能。空間に姿を映す投影術を使用可能だが、影が攻撃されると影だけでなく本体もダメージを負う。そのほか、地球人の身体に乗り移り、その脳髄を支配して日本語を解するという能力も持つ。
手始めに科学センターに侵入し、緑の光とともに凝固させ、完全に生物の活動を停止させる赤色凍結光線で職員を仮死状態にして占拠する。この時点では地球の言語を理解できなかったため、同じく仮死状態にしたアラシの身体に乗り移ってイデやハヤタと会話し、自分たちの事情を説明した後に地球への移住について交渉する。前述のように最初の攻撃では人間を殺害しておらず、ハヤタから「地球の法律や文化を守るなら移住も不可能ではない」と言われた際には即座に丁寧語で話すなど、当初は地球人を尊重して共生する姿勢も見せていたが、バルタン星人の人口の多さを聞いたイデに難色を示されたうえ、スペシウムが存在する火星への移住をハヤタに提案されたことから、交渉を一方的に打ち切って移住の強行を宣言し、巨大化して侵略破壊活動に移行する。防衛軍の核ミサイル「はげたか」によって一度は倒されるが、すぐに脱皮によって攻撃を無力化して復活する。その後、コンビナートを破壊しながらウルトラマンと空中戦を繰り広げ、左のハサミを損傷させられつつも右のハサミから破壊光弾を発射して反撃するが、最後はスペシウムが含まれたスペシウム光線を浴びせられ、炎上して墜落する。
他のミクロ化したバルタン星人の乗っていた母船は、上空に潜んでいたところをウルトラマンに発見され、宇宙まで運び出された後にスペシウム光線で爆破されたとされている。
- スーツアクター：佐藤武志[出典 10]
- 戦闘中にハサミが破損するのは、撮影現場で本当にハサミが破損したため、割れるシーンをフォローとして追加撮影したためである。造型を担当した佐藤保は、当初のハサミはカポックの削り出しをFRPでコーティングしたものであったが、後にFRPのみで造り直したと証言している[42]。
- 「単に強い異星の人間」という後続エピソードでの扱いとは違い、深夜に無人のビルの闇に潜む怪物という怪奇色の強い扱いだった（前作『ウルトラQ』の影響が強い）。また、「生命」の意味を理解できないなど人類とは根本的に異質な存在であることが徐々に明かされ、クライマックスでは「街中で撃たれた核ミサイル2発を受けてもたやすく復活する」といった、地球人の力ではどうにもできない存在であることが明示される。
- 地球人側が謎の宇宙人による科学センター占拠に対して科特隊のムラマツキャップや防衛軍の幹部らによって会議を開くシーンでは、相手の正体が未だ判明していないにもかかわらず、黒板には「バルタン星人対策会議」と書かれている。

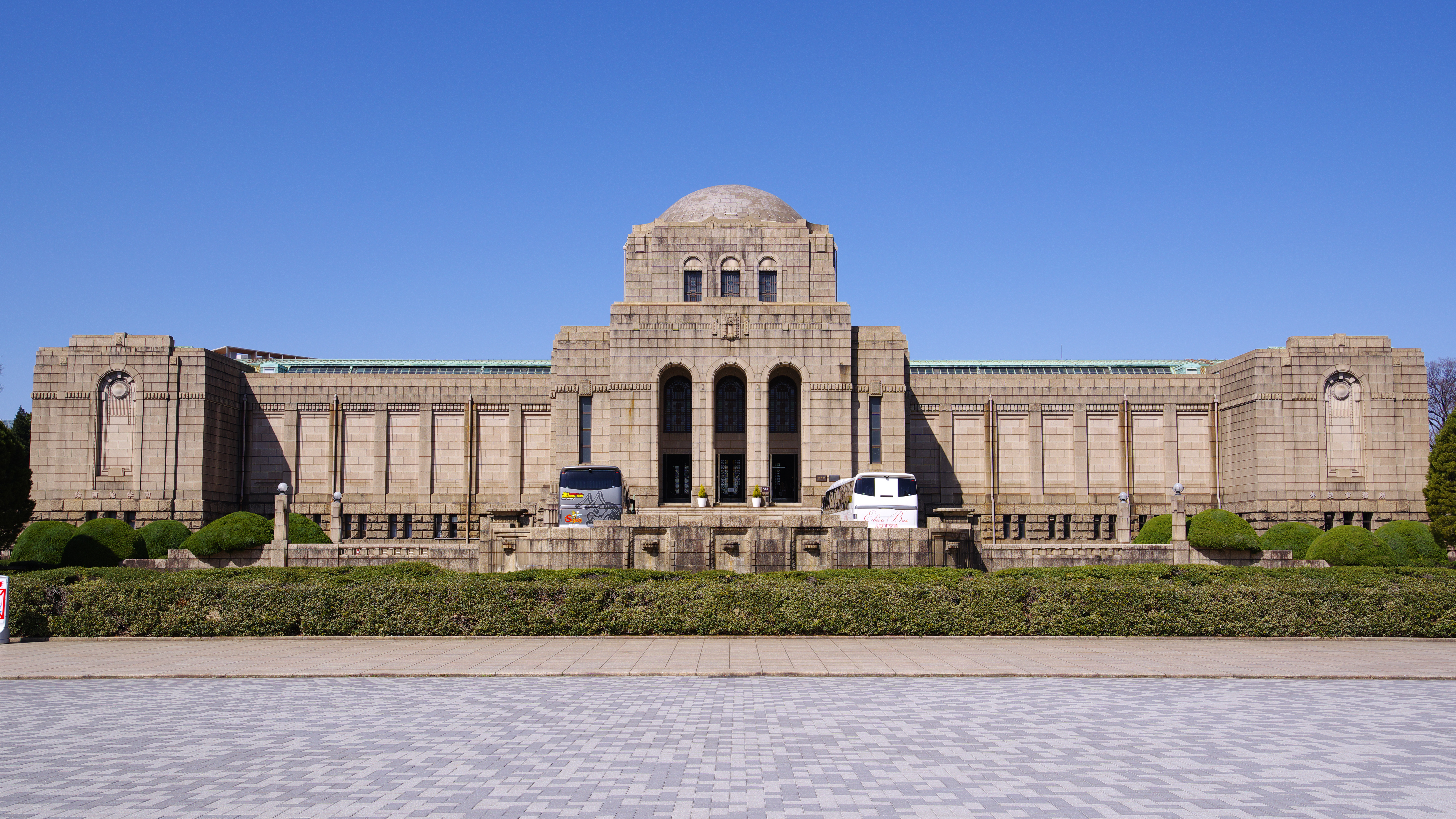
聖徳記念絵画館

- 映画『ウルトラマン怪獣大決戦』では、第2話でのウルトラマンとの空中戦の途中で、聖徳記念絵画館前に降り立って地上戦を繰り広げる新撮シーンが追加されている（スーツアクターは二家本辰己）が、初代の着ぐるみはこの時点で現存していなかったため、形状の異なるものが分身体を含めて2体、新規に造型されている。これは後に『ウルトラマン80』の五代目や六代目（後述）に改造される[43]。
- 白色破壊光弾は、『大怪獣バトル』では「白色破壊光線」、『ウルトラファイト』では「バルタンファイヤー」とも表記されている。
- 楳図かずおの漫画版では、原典の放送開始前に先行連載された[注釈 7]ためもあり、「ウルトラマンを最初から登場させたい」という編集部の意向で本エピソードが最初となっているうえ、ウルトラマンもバルタン星人と対峙する時点ですでに人々に認知されている[45]。また、エピソードの展開もバルタン星人の容姿も楳図のオリジナル要素やホラー要素が強く、地球人が精神を汚染されてガソリンを飲む、肉体を寄生されてバルタン星人に変貌する[46]などの様子を含む内容が、全10話構成の長編として描かれている[45]。
- 幻冬舎の書籍『21世紀ウルトラマン宣言』では、セミに近い昆虫から進化した知的生命体とされている。「バルタンの木」という植物を食べて生活していたが、肉食を覚えると残虐で好戦的な種族に変化し、腕もより確実に獲物を狩れるよう、現在のハサミ状へ進化した。また、アリやハチのようにフェロモンを用いる社会となっており、個体の感情がないはずなのに持つことになるウルトラマンへの復讐心も、そのためだとされている。
- 円盤は『ウルトラQ』のセミ人間の宇宙船を流用したもの[26]。その後、メフィラス星人の円盤（第33話）に再度流用された[47]。

### 二代目
『ウルトラマン』第16話「科特隊宇宙へ」に登場。
先にウルトラマンによって壊滅的な被害を受けたが、何とか生き延びた一部のバルタン星人たちは太陽系に存在すると言われているR惑星に移住していた。新たな仮の住まいを見つけたものの、地球侵略とウルトラマンや全人類への復讐の機会をうかがっていた者たちは、地球で毛利博士による人類初の有人金星探査が行われようとしていることを知ると、ロケットで旅立った彼を移動用の宇宙船である発光する青い球体で強制ドッキングして捕らえてボス格が憑依する。バルタン星人たちは科特隊とウルトラマンをおびき寄せた隙に大挙して地球を制圧しようと襲いかかるが、新兵器・マルス133を開発した科特隊とテレポーテーションを使用したウルトラマンにより、その計画は失敗に終わる。
当話においても、特徴として無数の人間大のミニバルタンに分身することが可能であることが描写されている。また、胸部にスペルゲン反射光を装備し、弱点のスペシウム光線を跳ね返すことが可能になった。さらには光波バリヤーを全身に張り巡らせることが可能になり、これによって八つ裂き光輪を防ぐ。武器はハサミから発せられる1000倍にした重力でダメージを与える重力嵐。テレパシーによって思い通りに重力バランスを操ることが可能。その他、分身が手から白色破壊光弾を発射する。
R惑星におけるウルトラマンとの1回目の対戦では、飛行中に放たれたスペシウム光線をスペルゲン反射光で反射して浴びせ、墜落させる。そこに重力嵐を浴びせ、動きを止めたウルトラマンに襲いかかろうと飛翔したところに八つ裂き光輪を受け、縦真っ二つにされる。地球では等身大の14体の分身が群れを成して襲いかかるが、迎撃に出たイデが小型ビートルのフロントグラス越しにマルス133で狙撃し、多数が撃墜される。R惑星からテレポーテーションで地球の羽田空港に戻ったウルトラマンに対し、分身状態から青い球体に吸い込まれて合体巨大化した2回目の対戦では、光波バリヤーにより一度は八つ裂き光輪を防ぐが、ウルトラアイスポットにより光波バリヤーを無力化された後、同じく飛翔したところを八つ裂き光輪で縦真っ二つにされ、寸断された半身はそれぞれスペシウム光線で爆破される。
- 声：西田昭市[49][52]
- スーツアクター：飛鋪正直[出典 17]
- 脚本では、スペルゲン反射光は「スペシウム抗体反射板」と表記されている[52][56]。
- 初代の着ぐるみが劣化により撮影に使用できなくなったため[59]、佐々木明によって新たに着ぐるみが作られた[60]。頭部やハサミの形状が鋭角的になり、初代よりも成田亨のデザイン画に近くなった[61][60]。色彩は全体的に茶色で、顔のT字ラインとハサミが銀色。目玉の回転が初代と逆である[58]。目玉部分はカラータイマーと同口径の押し型が使用されており、目の内側にエポキシ接着剤を1滴ずつ垂らして凹凸を作っている[62]。
- バルタン群のミニチュアは、当時市販されていたマルサン商店製のソフビ人形に塗装したもの[52]。
- ミニバルタンが石油コンビナートを破壊するシーンは、第13話でペスターが製油所を破壊するシーンの流用[注釈 10]。
- 『ウルトラファイト』の「バルタン真っ二つ」では、スペルゲン反射鏡がミラーに、重力嵐が怪光線によるガスに変更されており、目から放つ光線も光波バリアーには通じず、本編と違い正面からではなく頭上目がけてウルトラスラッシュ（八つ裂き光輪）を放つことで、バルタン星人に光波バリアーを張らせることなく勝利を収められたとなっている。
- 一峰大二の漫画版『ウルトラマン』では、ウルトラマンをおびき寄せた際に地球のビル街を砂に変える。ウルトラマンとの対決では、反射鏡に跳ね返されないようジャンプで飛び越したウルトラマンに、着地前に逆さまの姿勢でスペシウム光線を背中に放たれて倒される。
- バルタン星人に乗っ取られた毛利博士の安否は劇中では不明だが、井上英沖の漫画版[注釈 11]では乗っ取られた際に死亡したことが語られ、上記の一峰の漫画版ではバルタン星人が分離したために無事であるとされている。
- 金城哲夫による小説『怪獣絵物語ウルトラマン』では、作戦決行前にメフィラス星人や他の宇宙人たちとともにウルトラマンを倒すための作戦会議に参加しており、その中での第二作戦として地球とウルトラマンへの攻撃を担当したことになっている。
- 書籍『ウルトラマンベストブック』のコラムでは、ゼットンのバリアー能力はこのバルタン星人が使用した光波バリヤーを移植されたと記述されている[63]。
- テレビマガジン版『ウルトラマンメビウス外伝 アーマードダークネス』ではR惑星が登場し、ザラブ星人やマグマ星人などの宇宙人軍団がウルトラ兄弟と対決していた（バルタン星人は未登場）。

### 三代目
『ウルトラマン』第33話「禁じられた言葉」に登場。
地球人に対し、自分の力を誇示せんとしたメフィラス星人の手により、威嚇の目的で東京・丸の内の28番街に出現した。特に暴れ回ることはなく、すぐに消え去っている。
- スーツアクター：渡辺白洋児[出典 20]
- 着ぐるみは2代目のリペイント[47]。体色は黒と銀を基調に、頬に青い模様があり、頭部が金色になっている。また、目から口吻が白くなっている。
- 資料によっては実態のない投影像であった可能性を記述している[出典 21]。
- 『ウルトラ怪獣列伝』では、巨大フジ隊員が姿を消した直後に出現したことから、巨大フジ隊員はバルタン星人の変身であったものと推測している[65]。
- 未映像化に終わった『ジャイアント作戦』にも登場が予定されていた[70]。

## 『ウルトラファイト』に登場するバルタン
特撮テレビ番組『ウルトラファイト』の新撮部分に登場。本作品では宇宙人も怪獣扱いするため、バルタンと呼ばれている。
戦闘の際には初代同様、分身の術などのバルタン忍法で相手を幻惑するうえ、飛行能力も持っている。相手を待ち構えて背後から攻撃したり、味方と思わせて不意打ちを喰らわせるなど、卑怯な戦法を好む性質だが、体力がないため、返り討ちに遭うことが多い。しかし弱いわけではなく、第75話ではウルトラセブンを相手に引き分け、第103話ではイカルスに勝利するなど、確かな実力も兼ね備えている。一度はセブンの「地獄の三角斬り」で両腕と頭を切断されて敗れ去るが、その後は何事もなかったかのように再登場している。
第195話「激闘！三里の浜」では、ハサミ状ではなく人間と同じ形状の手で角材を持っているバルタンが、エレキング、キーラー、イカルス、ウーとともにセブンに挑むが、返り討ちに遭う。
第196話「怪獣死体置場」では、円谷プロの着ぐるみ倉庫に頭部が逆さに吊られているのが確認できる。ウーとゴモラの戦闘中、バルタンの鳴き声が流れる。
- 着ぐるみはアトラクションショー用であり[73]、書籍『ウルトラマン大全集』などには「2体造られた」や、「後に1体がバルタン星人Jrに改造された」とも記述されている[要ページ番号]。丸みを帯びたハサミが特徴。従来のバルタン星人と違い、目が回転せず、点灯のみのアクションとなっている[70]。
- 2014年に発売された「ガシャポン HG外伝 ウルトラファイト」では、上記の角材を持ったバルタンがシークレット扱い（レアアソート）で商品化されている。

## 『レッドマン』に登場するバルタン星人
特撮テレビ番組『レッドマン』第13話、第16話に、どちらもジラースと共に登場。「フォッフォッフォッ」という声は発していない。
第13話では最初はジラースと戦うが、レッドマンが現れたのを見て停戦し、ジラースとともにレッドマンと戦う。挟み撃ちにして追い詰めるも、体当たりを仕掛けたところをレッドマンに避けられ、ジラースと同士討ちとなって敗れる。
第16話では最初からジラースと協力して再びレッドマンと戦うが、ジラースになんらかの合図と思われる行動を行った後、戦闘中にジラースを放置して逃亡する。ジラースが倒された後、レッドマンが再びバルタン星人を追跡するというシーンで登場シーンが終わり、その後に登場することはなかった。戦闘ではレッドマンの攻撃で倒れたジラースを助け起こすなど、優しさを見せている。
- レッドマンと戦う怪獣・宇宙人の中で生死不明なのは、バルタン星人だけである。
- 着ぐるみは『ウルトラファイト』で使用されたものと同一[74]。

## バルタン星人Jr.
『帰ってきたウルトラマン』第41話「バルタン星人Jrの復讐」に登場。
初代ウルトラマンに倒された初代バルタン星人の息子で、父の復讐のために地球に飛来する。地球に飛来したバルタン族としては四代目に当たる。色彩は黒を基調に、ところどころに金や銀が散りばめられている。若い個体ゆえに、腕は太くてやや短く、またハサミも先代に比べて小さく、上半分と下半分にそれぞれ黒いライン模様が見られる。笑い声も「フォッフォッフォッ」という鳴き声は発さず、普通の高笑いになっている。
建設中のマンションを改造したビルガモを操り、MAT隊員たちをビルガモの体内に監禁して人質にとる。ビルガモが倒されると巨大化してウルトラマンの目の前に現れ、「勝負はまだ一回の表だ」と復讐を示唆する捨て台詞を残して飛び去るが、背後からスペシウム光線を浴びせられ、白い十字光を発して消滅する。生死は不明。
ウルトラマンとは直接戦闘しないが、設定では300以上の超能力を身につけているとされ、ハサミからマイナス140度の冷凍弾、反重力光線、ミサイル弾を発射する。
- 声：阪脩（ノンクレジット）[82][78]
- スーツアクター：遠矢孝信[78]
- デザイン：井口昭彦[78][83]。造形では複眼と頭部の溝部分が赤くなっており、口吻周辺が赤から金に改められている[83]。
- 旧作の人気怪獣を再登場させる『帰ってきたウルトラマン』の「延長にあたっての強化案」の一環として登場した[84]。オープニングではバルタン星人ジュニアとクレジットされており、書籍『ウルトラマン大辞典』ではこれに準じている[85]。
- 内山まもるによる漫画版はこの回の後日談的内容になっており、消滅後も暗躍している。郷秀樹が少年を撥ねたように見せかけて罪を擦りつけるという、テレビ本編におけるズール星人の役割を担うが、作戦が失敗した後はウルトラマンと再戦して投げ飛ばされたところにスペシウム光線を受けて爆破され、完全に倒される。
- ファミリーコンピュータ用ゲームソフト『ウルトラマン倶楽部3』では、バルタンジュニアと表記されている。

## 『ザ☆ウルトラマン』に登場するバルタン星人
『ザ☆ウルトラマン』第8話「ヒカリ隊員の秘密が盗まれた!?」に登場。
地球侵略に邪魔なウルトラマンジョーニアス＝ヒカリ超一郎を倒すべく作戦を決行。人間に化ける能力を持つ。怪獣ミコノスを出現させ、誘き寄せたヒカリを変身させ、ジョーニアスと戦わせてその戦闘を撮影したフィルムをテレビ局に「ウルトラマンの秘密」を目玉にして売り込み、間接的にヒカリを洋館へ誘き寄せる。洋館の罠でヒカリを殺害しようとするが、罠のために奪った電力の行き先からその場所を科学警備隊に暴かれて計画は失敗、巨大化する。マッハ7の飛行能力や、巨大なハサミから発射するS電光（人間を停止させたり、物体を固定化したりする）や、ハサミによる締め付けなどを駆使し、ジョーニアスの活動限界を待つという戦略で苦しめるが、最後はプラニウム光線に敗れた。
声は、バルタン星人の声として定着している笑い声のSE（効果音）ではなく、等身大の時に台詞で「フォッフォッフォッ」と笑うが、巨大化時は「ホアーッ」といった異様な叫び声を発する。
実写版のバルタン星人と違い、かなり細身で足首もハサミ型になっているのが特徴である。
- 声：寺島幹夫

## 『ウルトラマン80』に登場するバルタン星人

### 五代目
『ウルトラマン80』第37話「怖れていたバルタン星人の動物園作戦」に登場。
体色はグレーで、口吻の形状が豚の鼻のような独特なものとなっている。
圧倒的な科学力と技術力を誇り、自分たちを優秀な種族だと思っている。そのため、異星人や宇宙生物を自分たちより劣ると見なして吸引光線で葉巻型の宇宙船に収容しては、下等生物としてバルタン星の宇宙動物園へ送り込んでいる。恨み重なるウルトラ戦士の1人であるウルトラマン80のことも、下等動物としてバルタン星の動物園に収容するべく作戦を開始する。UGMの豆記者に落選した少年・森田政夫に変身してUGM基地に潜入し、戦闘機シルバーガル内で矢的隊員と2人きりになったところで正体を現して捕らえようとするが、2人きりになったのは矢的の計略で彼に脱出されたため、彼のパラシュートのベルトを切断して殺害しようと計画する。しかし、80に変身されて自らも巨大化する。戦闘力は高く、ハサミからの火炎弾バルタンファイヤーや格闘、瞬間移動、透明化、さらに宇宙船との連携攻撃などを駆使して地上や空中で激しい戦いを繰り広げるものの、透明化を見破られたうえにスペースマミーが宇宙船迎撃に出動したため、形勢は逆転する。最後は80にウルトラスウィングで宇宙船へ激突させられ、爆死する。
- 声：水鳥鉄夫
- スーツアクター：佐藤友弘
- 着ぐるみは映画『ウルトラマン怪獣大決戦』の新撮シーンに登場したものの改造であり[98]、のちに戦闘シーンに台詞が追加されて『ウルトラマン物語』に流用された。
- 新たなバルタン星の設定は、銀河系に新たなバルタン星を建造したとする書籍がある[99]一方で、「R惑星の通称が、このころにはバルタン星になっていたのではないだろうか」という考察もある[100]。『ウルトラ怪獣大百科』では「バルタンの星」と言われた。

### 六代目
『ウルトラマン80』第45話「バルタン星人の限りなきチャレンジ魂」に登場。
宇宙に造り上げた新バルタン星から、またしても地球征服にやってきた限りなきチャレンジ魂の持ち主。姿形は五代目のものとまったく同じであるが、破壊による制圧を目指した従来の個体とは異なり、当話では謀略による地球人の自壊を目指した侵略手法を採用した。少年の山野正也にフライングディスクを用いさせて写真を撮らせ、それをUFOの写真と思い込ませたうえで彼の母のよし子に変身し、山野には偽のUFO写真を子供たちに配るように指示する。それを元に小さな揉め事を起こさせ、最終的には子供同士の喧嘩から大人同士、果ては地球上の世界大戦争にまで発展させて人類の自滅を企む。
初代や二代目など初期作品の個体は地球上の言語や価値観をまったく理解していなかったが、この個体は饒舌さに磨きがかかっており、「お釈迦様でもご存知あるめえ！」など、放送当時の日本人がすでに話さないような江戸時代の町人言葉までよく話すようになっている。
児童層の擾乱（）を狙った初期計画を実行するため、自分の顔を模した小型飛行艇に乗って子供たちの前に飛来し、ハサミから出した白い光線状の袋で捕らえた際に矢的隊員のライザーガンの銃撃で飛行艇を破壊され、彼の前で子供を光線に包んで人質に取り、巨大化して破壊活動を行った末、矢的が変身したウルトラマン80との直接対決となる。戦闘力は高く、五代目と同様に瞬間移動や格闘術に長けているうえ、ハサミから80のサクシウム光線と互角の泡状光線「エクシードフラッシャー」や、五代目も使用した火炎弾「バルタンファイヤー」を放つなど、もっぱら武力による攻撃に転じて80を苦戦させるが、最後は80が初代ウルトラマンから学んだウルトラスラッシュを受けて倒され、子供たちも無事に救出される。
この個体は怪獣頻出期の終盤に出現した異星人でもあり、これを最後に『ウルトラマン』から続くバルタン星人の地球侵略もしばらくは鳴りを潜めることとなった。
- 声：西村知道
- スーツアクター：佐藤友弘（巨大時）、奈良光一（等身大時）
- 着ぐるみは五代目と同様に『ウルトラマン怪獣大決戦』のものの改造だが[98]、体色がやや異なり初代同様に目玉などが動くものが等身大時、五代目の流用を巨大化時にと2体が使い分けられている。なお、等身大の時はハサミが上下左右逆に取り付けられている。

## 『アンドロメロス』に登場するバルタン星人

### メカバルタン
特撮テレビ番組『アンドロメロス』に登場。
体の一部をサイボーグ改造されてファイティング・ベムとなったバルタン星人。グア軍団の一員として登場。改造された左腕のハサミと右腕の機械式の鉤爪（メカ爪）・コスモニュームクロウが武器で、主にハサミと鉤爪で相手を締めつけたり斬りつける攻撃で戦う。バルタン特有の両腕を上げて笑う仕草は見せるが、改造されてグア軍団の支配下に置かれているのか言葉は一切話さず、「ビョゥンビョゥン」という機械的な音声を発する。
ジュダの部下となっており、一度やられてもジュダの魔力で即座に再生することが可能。その際には同じ攻撃は通じなくなる。相棒のファイティングベム・ザビデンと共にアンドロ超戦士たちを苦しめるが、アンドロフロルのバリヤーで跳ね返された怪獣戦艦の攻撃を喰らい、ザビデンやグア兵共々絶命する。味方の攻撃でやられたことを哀れんだフロルの提案により、遺体は丁重に葬られ、墓が作られた。
- 雑誌『ウルトラマンAGE』では、ウルトラマンに倒された初代バルタン星人を[100]、『ウルトラマンオフィシャルデータファイル』第106号では、地球で初代アンドロメロスに倒された個体のバルタン星人（下記のグラビア版より）を改造して蘇らせたともされている。
- 1990年代に小学館より発売された絵本のストーリーでは、他のバルタン星人やビルガモ数機を率いて地球侵略を開始、ビルガモを倒したウルトラマンタロウを追い詰めるが、駆けつけたウルトラ兄弟に部下もろとも撃退される。
- ウルトラ怪獣シリーズがウルトラ怪獣500シリーズに移行するまで、『アンドロメロス』に登場するキャラクターで唯一ソフビ人形の生産が持続されていた。
- 『大怪獣バトル ULTRA MONSTERS』にも登場。初めてゲーム作品に登場した『アンドロメロス』のキャラクターとなった。
- 改造された両腕での攻撃は、『大怪獣バトル ULTRA MONSTERS』では「アイアンクローラッシュ」と表記されている。

### グラビア版
グラビア版の『ウルトラ超伝説』では、てれびくん1981年8月号、1982年2月号、3月号で登場。
8月号では生身のバルタンが軍団で東京を襲撃、メロスに次々と倒され、ボスがコスモギロチンで倒されたことで全滅した。ボスが倒されるシーンはグラビアではなくイラストで記載されている。
2月号ではジュダが復活した改造怪獣を率いてきた際、ボスのみが復活してメカ改造された姿となって登場する。全員でメロスとウルフを取り囲んで高速旋回しながら炎の渦を発生させる火炎車戦法を仕掛けるも、破られてエースキラー以外の怪獣たちを倒され、自身とエースキラーもアンドロストリームで倒された。
小学三年生1982年2月号では展開がやや異なり、メカバルタンとエースキラーはメロスとウルフのアンドロビームで最初に倒され、その後で残る改造怪獣たちも倒されたと3月号で説明されている。
3月号では再度復活してジュダと共にウルフを襲い、異次元岩に封印するも、駆けつけたメロスのダブルサーベルで倒された。
屋外でエースキラーと共にポーズを決めている写真が存在する。

### 漫画版
居村眞二の漫画版『ウルトラ超伝説』では第一、第三部に登場。こちらでは初代と同タイプの個体が改造され、言葉も話すようになっている。また尖った口を触手のように伸ばして敵を貫く能力も見せている。
第一部ではベムスターロボと共にウルトラマンジャックを追い詰めたが、駆け付けたメロスにベムスターロボを倒され、ウルフのアンドロビームで重傷を負わされる。
その後は改造され、カプセルエネルギー運搬中の宇宙船・白鳥を襲撃、乗組員を惨殺して、入手したカプセルエネルギーの半分をグアに献上して残りを横領しようと企む。だがメロス、ウルフに敗北、両腕を切断され、 保身のためにグア軍団について話そうとするも、ジュダのホログラフが放った光線で粛清された。
第三部ではイドの手で復活し、ピース星を訪れたメロス、マルスを強襲する。

### 『ウルトラギャラクシーファイト 運命の衝突』に登場するメカバルタン
YouTube配信作品『ウルトラギャラクシーファイト 運命の衝突』に登場。
幻影合身 グア・スペクターによってサイバーメカバルタンとともに召喚されるファイティング・ベム。両腕から放つ赤色の必殺光線ギガクラッシャーが武器。最後はウルトラマンゼット デルタライズクローのデスシウムスラッシュによって倒された。

## 『ウルトラマンパワード』に登場するバルタン星人

### パワードバルタン星人
『ウルトラマンパワード』第1話「銀色の追跡者」（米国版サブタイトル：ON A MISSION FROM M78）、第13話「さらば!ウルトラマン」に登場。
両腕のハサミや頭部は直線・鋭角的なデザイン、体表は青みがかった色に変更されている。追跡してきたパワードが主人公のカイに語ったところによると、これまでに多くの文明を滅ぼしており、地球にも侵略目的で飛来した。地球の衛星軌道上に現れた巨大母艦（全長は劇中の防衛組織W.I.N.Rによる観測では1.6キロメートル、『ウルトラマン画報』では8キロメートル）から先遣隊として3体が繭に包まれて大気圏に突入して地球に降り立ち、ロサンゼルスの倉庫街で侵略の準備を行う。W.I.N.R（ウィナー）による繭の分析では、組成はクチクラに近い高分子化合物で、昆虫に似た組成であった。
巨大化して市街を破壊し始め、W.I.N.Rによるバズーカ砲攻撃で倒されたかに見えたが、その後すぐに復活。変幻分身能力によって空中に自身の幻影を投影して撹乱を行う。設定では、周囲の時間波を遅くすることで、超高速移動を可能とする。パワードとの戦闘時に背中の羽を伸ばして飛行し、空中戦を展開。嘴状の口から毒ガスを噴射するなどして苦しめるが、放った赤い光球を反射され撃墜されるが直後に復活する。ハサミから空間を圧縮する反重力波やバイオビームを発射して猛攻をかけるが、耐えきったパワードのメガ・スペシウム光線を浴び、緑色の閃光を残して消滅。母艦は退却したが、地球侵略を諦めたわけではないとして、パワードは地球に留まった。なおパワードは物語序盤、総攻撃を誘発しないよう、バルタン星人母艦に威嚇射撃をかけようとした地球の軍事衛星を破壊している。
第13話では同属の個体がサイコバルタン星人（後述）の護衛のため、共に宇宙船でアメリカ大陸に飛来したが、最後は宇宙船ごとスカイハンターの砲撃で爆死した。
- 2人のスーツアクターによって演じ分けられていた[121]。
- デザインは前田真宏[122]。デザインにあたっては、二代目バルタン星人や成田亨の個人作品「メバ」を意識している[122]。前田は一番気に入っている怪獣に挙げているが、初代をデザインした成田からは怒られたという[122]。結晶化した外骨格のイメージで描かれ、昆虫としての側面を強調したデザインとなった[123]。NGスーツには茶の塗装や黒の斑点があった[119]。
- 繭のデザインは樋口真嗣[122]。製作もされ、撮影も行われていたが、本編では未使用となった[121]。
- 円谷英明（円谷英二の孫で円谷プロ第6代社長）は、「アメリカ人受けするようにリメイクされ、唖然とするような造形になっていた」「胴体も手足もアメンボのようになり、オリジナルにあった迫力が失われ、頼りない姿になってしまった」と評している[124]。
- 企画段階では「バルタニアン」という名称候補があった[125]。
- 赤い光球は『大怪獣バトル ULTRA MONSTERS』では「赤色破壊光線」、当時の児童向け書籍や編集ビデオでは「バイオビーム」と表記[121]。ハサミからの衝撃波は『大怪獣バトル』にて「フラッシュ念動波」と命名されている。
- メカバルタン同様、ウルトラ怪獣シリーズがウルトラ怪獣500シリーズに移行するまでパワード怪獣で唯一ソフビ人形の生産が続けられていた。
- パワード怪獣で唯一『大怪獣バトル ULTRA MONSTERS』にも登場している。

### サイコバルタン星人
『ウルトラマンパワード』第13話「さらば!ウルトラマン」（米国版サブタイトル：THE FINAL SHOWDOWN?）に登場。
バルタン一族の支配者。通常のバルタン星人と比べ頭脳が異常発達しており、頭骨から露出している。巨大な頭は通常のバルタン星人より念動力が強いと言われており、ここから放つ精神波サイコウェーブによって部下のバルタンや怪獣を操っている。先遣隊がパワードに敗れたのち一時後退するが、密かに情報収集を続け、最後にドラコを派遣。ウルトラマンパワードの戦闘データと光線の情報をゼットンに与え、地球へ送りこんだ。パワードがゼットンと相撃ちになって倒れた後、全長1.6キロメートルに達する巨大な宇宙船で地球に飛来。W.I.N.R.のスカイハンターと対決するが、パワードの仲間と思われる2体の赤い玉（M78星雲人）がスカイハンターに加勢、ビームで攻撃されて宇宙船ごと爆破された。
劇中では常に宇宙船内にて策を巡らせるが、NGシーンでは部下と思われる他のバルタン星人と共に地球へ降り立ち、パワードの死体を確認するシーンやスカイハンターの前に立ちはだかるカットが存在した。この個体のセリフかは不明だが、竹書房『ウルトラマン画報下巻』の欄外に記されている各エピソードの台詞の中に、「「命、わからない。命とは何か？」（バルタン星人　パワード／13話）」とあり、未使用のシーンで同話でバルタン星人の誰かがしゃべる場面があったことが示唆されている。
- 着ぐるみはパワードバルタン星人の改造[122]。
- 企画段階では「ネオ・バルタン」という名称候補があった[125]。
- ウルトラ怪獣シリーズのソフビ人形では背中の羽を開いていたが、劇中では一度も開いていない。
- ゲーム『ザ・グレイトバトルVI』ではシャドームーンとトールギスとサイコバルタンが合体し合体三将軍となる。3体の技（ゲーム中の技）を使用できる。詳しくはザ・グレイトバトルVI#敵キャラクターを参照。

## 『ウルトラマンコスモス』に登場するバルタン星人

### バルタン星人 ベーシカルバージョン
映画『ウルトラマンコスモス THE FIRST CONTACT』に登場。
環境破壊によって故郷の星が滅び、地球へ移住しようと来襲した宇宙生命体。この来襲がウルトラマンコスモスが地球圏を訪れるきっかけとなる。武器は冷凍効果を持つドライクロー光線や敵の光線を無効化するエクスプラウドなど、ハサミから発射するさまざまなタイプの光線。ほかにも背中から羽が生え、脚の形状も変化させての飛翔や、分身や脱皮など多彩な能力を持つ。
世界各国が発する宇宙へのコンタクトを地球への招待だと解釈し、地球を子供たちのために安住の地にしようと考える。荒廃した母星の一部を切り取って居住できるように改造して内部には刃物状の罠も仕掛けた宇宙船廃月で地球へ飛来し、コスモスとの空中戦を繰り広げた後、遺跡公園に眠る怪獣呑龍を復活させる。呑龍がシャークスの攻撃を受けて倒れた際に呑龍の体から飛び出し、シャークスの戦闘機を撃墜する。その後は廃月へ戻るが、シャークスの襲撃を受けて部隊を全滅させると、都市上空に飛来する。SRCの作戦による子守唄で眠るが、その隙に再度シャークスが攻撃を仕掛けたことに怒って地球の占領を決意し、コスモスと激闘になる。最後はコスモスの力の前に自ら命を絶った。
戦闘時には下記のネオバルタンに変身する。
- 声：郷里大輔、堀之紀
- スーツアクター：村田鉄信、小宮啓志[132]
- 『THE FIRST CONTACT』の監督は、『ウルトラマン』第2話を手がけた飯島敏宏が務めており、プロデューサーの鈴木清からの要望により、バルタン星人が登場することとなった[137]。
- デザインは丸山浩による[132]。飯島による要望で、「誰が観てもバルタン星人とひと目で分かる」ことが目指された[138]。原典のモチーフはセミだが、2稿からはクワガタがモチーフとなった[139]ため、角の内側はギザギザになっている[139]。背面はバルタン星人の円盤をアレンジして使用している[139]。飛行形態は、足を尖らせることで昆虫的なイメージをより強調している[138]。
- 造形はモンスターズが担当[140]。
- 『大怪獣バトル ULTRA MONSTERS』では、「廃月」に仕掛けられている刃物状の罠は「クロートラップ」と表記されている。

#### ネオバルタン
映画『ウルトラマンコスモス THE FIRST CONTACT』に登場。
上記のバルタン星人ベーシカルバージョンの超戦闘モード。甲冑をまとった黒騎士のような禍々しい姿となり、両手にはバルタン星人に共通する巨大なハサミを持たず、サーベルや鋼槍、鉤爪や光線砲などを装備する。この両手から剣型の光線バッドナイフや光の鞭バンドルコードなどを放つほか、肩の突起を無数の棘に変えて放つ技バンプスプレーも持つ。変身前と同様に分身も可能であり、これらの能力を駆使してコスモス・コロナモードと互角の戦いを繰り広げるが、最終的にはブレージング・ウェーブを受け、敗北を理解した後に自爆する。死後はコスモスによって元の姿へ戻され、その亡骸はチャイルドバルタンたちによって廃月へ運ばれた。
- スーツアクター：村田鉄信
- デザインは丸山浩による[132]。より凶暴にするため、色を黒くしているが、光沢があるとグリーンバックに映り込むため、艶消しにしている[139]。銃の左手と剣の右手を描いたものが決定稿となったが、登場時の爪の状態を描いたものが最終決定稿となった[139]。
- 造形はモンスターズが担当[140]。

### チャイルドバルタン
映画『ウルトラマンコスモス THE FIRST CONTACT』『ウルトラマンコスモス2 THE BLUE PLANET』『ウルトラマンコスモスVSウルトラマンジャスティス THE FINAL BATTLE』に登場。
上記のバルタン星人ベーシカルバージョンの子供である。武力による地球侵略や争いを快く思っていない。このうち、シルビィという名の個体が平和的な解決を模索する中で春野ムサシの友達であるマリと同化し、傷ついたコスモスを呼び出そうとするが、前述の理由からできなかった。さらに、ムサシの言葉に心を打たれ、輝石をムサシに返し、自身は廃月へと戻る。シルビィはマリと友達（メル友）になり、後の劇場版2作品にも登場する。
- 声（シルビィ）：最上莉奈（『ウルトラマンコスモス2 THE BLUE PLANET』および『ウルトラマンコスモスVSウルトラマンジャスティス THE FINAL BATTLE』）
- デザインは丸山浩による[132]。造形物は制作されず、CGのみで表現された[143]。常にフワフワしているイメージでベーシカルをデフォルメしている[139]。

### 漫画版
小学館の『てれコロコミック』夏休み増刊号に掲載されたかとうひろしによる読切漫画は劇場版第1作の前日談的な内容となっており、劇場版に登場したバルタン星人の同族が登場。頭部の形状がよりクワガタムシに近くなっている。宇宙のとある惑星を襲撃し、コスモスと激突。皆既日食によってエネルギーを消耗したコスモスを殺そうとするが、コロナモードにチェンジしたコスモスに吹き飛ばされて絶命。だが、死に際に仲間の宇宙船が地球を目指していることをコスモスに告げ、コスモスは地球へと向かう。
同じく『てれコロコミック』冬休み増刊号に掲載された犬木栄治の読切漫画では、劇場版第1作に登場したバルタン星人の能力を統合防衛軍が分析して建造した最新兵器ロボバルタンが登場。ファイターモード（戦闘機形態）であるスターバルタンに変形する機能を持ち、主な武装は60ミリ機関砲および空対地短距離ミサイル、右手のハサミを変形させたハイパードリル、胸の高熱版から発する光線（名称および詳細は不明）。ムサシの高校時代の同級生である真壁竜馬が搭乗するが、初陣でカオスバグを倒した際にカオスヘッダーに憑依され、防衛軍第3基地にて覚醒し、真壁を乗せたまま暴走する。最終的には真壁はウルトラマンコスモスによって救助され、ロボバルタンは破壊される。

## 『新世紀2003ウルトラマン伝説 THE KING'S JUBILEE』に登場するバルタン星人
映画『新世紀2003ウルトラマン伝説 THE KING'S JUBILEE』に登場。
初代タイプの他、二代目、メカバルタン、ベーシカル、ネオバルタン、チャイルドバルタンがウルトラマンキングの誕生パーティーに参加。ウルトラ戦士や怪獣たちと共にキングを祝福する。怪獣ダンサーのバルタン・ビッグツイスターも登場し、ダンスを披露した。

## 『ウルトラマンボーイのウルころ』に登場するバルタン星人
特撮テレビ番組『ウルトラマンボーイのウルころ』第90話「侵略作戦どっちにするの？」に登場。
マグマ星人と地球侵略の密談に臨み、頭を使った作戦でいくべきだと勧めるが、マグマ星人は力押しで攻めるべきだと反論したため、殴り合いに転じて共に気絶する。しばらくして気を取り戻し、マグマ星人と和解したところで登場したウルトラマンAと交戦するが、先ほどの殴り合いで体力を相当消耗していたためにまったく太刀打ちできず、マグマ星人共々倒された。
上記のほか、第25話「ウィークポイント！」ではザラブ星人がAとの対決中にバルタン星人の姿に変身する。第36話「心も体も大きくね！」ではウルトラマンボーイの妄想の中に現れ、大きくなったボーイの足下で笑うが、踏まれそうになるとあわてて逃げている。
ボーイからもウルトラ戦士のライバル宇宙人として知られており、第88話「侵略者を撃て！UGM」ではウルトラマンダイナから「俺も1回ぐらいは戦ってみたかった」と言われる。第213話「失敗は成功のもと!?」ではライバルの初代ウルトラマンからも「何度やられてもあきらめないあのチャレンジ魂は見上げたものだ」と評されている。
- 書籍『円谷プロ全怪獣図鑑』では、第25話のザラブ星人が変身したものを変身バルタン星人と記載している[144]。

## 『ウルトラマンノア』に登場するバルタン星人
『テレビマガジン』、『てれびくん』での『ウルトラマンノア』の雑誌連載「バトルオブドリームNOA」に登場。
『テレビマガジン』版
ダークザギの部下として怪獣墓場から怪獣たちを復活させ、暴れさせる。ウルトラマン、ウルトラセブン、ゾフィーと協力したウルトラマンノアと怪獣墓場で対決。しかし怪獣軍団は次々に倒され、自身もノアのグラビティノアで他の怪獣ともども倒された。
『てれびくん』版
軍団で全宇宙征服計画を開始。宇宙をパトロール中のウルトラマンに襲い掛かるが、現れたウルトラマンノアによって全滅させられた。アトラクション用の初代が数体のほか、ウルトラファイト版や五代目・六代目、メカバルタンの姿も確認できる。

## 『ウルトラマンマックス』に登場するバルタン星人

### タイニーバルタン
『ウルトラマンマックス』第33話「ようこそ!地球へ 前編 バルタン星の科学」、第34話「ようこそ!地球へ 後編 さらば!バルタン星人」 に登場。
ダークバルタンによる地球侵略計画を伝えるためにやってくるバルタン星の穏健派。一人称は「僕」であるが、バルタン星では女の子ということになっており、人間の少女に変身し、両手でVサインをして「マルルー」と呪文を唱えることで自由自在に重力を操り、箒に跨って空を飛ぶなど、バルタンの超科学力による様々な、ほとんど魔法にしか見えない不思議な現象を引き起こすことができる。地球人の勉少年の協力も得てダークバルタンの地球侵略を止めるべく奮闘した結果、ダークを改心させることに成功し、共にバルタン星へ方舟アークで帰った。
- 人間体・声：半田杏[151]
- スーツアクター：高津房代[145]
- デザインは丸山浩[146]。
- デザイン画での名称は、「チャイルドバルタン」という名称もあった[152]。背中の白模様はウリ坊をイメージしている[152]。
- 『ウルトラマン列伝』にて「ようこそ!地球へ」が再放送された際には、ウルトラマンゼロと共に冒頭と本編終了後に登場している。

### ダークバルタン
『ウルトラマンマックス』第33話「ようこそ!地球へ 前編 バルタン星の科学」、第34話「ようこそ!地球へ 後編 さらば! バルタン星人」 に登場。
地球人を「地球を汚し尽くしたら次は月や火星を我が物にしようとする宇宙の侵略者」として敵視するバルタン星の過激派で、初代バルタン星人とほぼ同じ姿をしている。
反重力による攻撃を得意とし、ハサミからの熱線や反重力砲を始めとして、超巨大化能力やクローンによる無数の分身体の発生、クローン技術によって四散した体の再生などウルトラマンマックスを上回る能力を発揮。マクシウムカノンすら胸部の展開したスペルゲン反射鏡で弾き返し、超巨大化能力を使ってマックスを何度も踏み潰す。本人曰く、「バルタンの科学はウルトラの星の科学を超える」とのこと。バルタン星人は、元々は地球人と同じ姿をしていたが、度重なる核戦争によって今の姿に進化したと言われている。バルタン星の科学には相当なまでの自信を持っているようで、自分の能力を自慢する。
一度は超巨大化でエネルギーを消耗したうえ、拘束光線で身動きの執れなくなったマックスを倒し、復活したマックスとの戦いも終始優勢となるが、タイニーバルタンがバルタン星から持ち帰った古代バルタンの銅鐸状の古代遺物の音色を聴き、戦意を喪失して平和を愛する心を取り戻す。最後は、ダテ博士が開発した新兵器メタモルフォーザーによって人間と同じ姿に戻され、タイニーと共にバルタン星へ帰還する。
- 人間体・声：尾崎右宗
- スーツアクター：下川真矢
- 頭部の電飾は初代のスーツのものを再現したもの[154]。電源の位置のみ頭部から背中に変更している[154]。
- 分身したバルタン星人が空を埋め尽くす様子は、飯島が40年間温めていたイメージであった[146]。当初、制作されたCGではバルタン星人は10体程度であったが、飯島の指示によって大幅に増やされた[14]。
- シリーズで初めてウルトラ戦士に勝利したバルタン星人であり、その数々の超能力も合わせて書籍類では、最強のバルタンとして紹介されることもある[注釈 18]。
- 『大怪獣バトル ULTRA MONSTERS NEO』ではハサミからの光線は「ヒートブラスター」、超巨大化した状態での踏み潰し攻撃は「ギガンティックプレス」と表記されている。

## 『大怪獣バトル ウルトラ銀河伝説 THE MOVIE』に登場するバルタン星人
映画『大怪獣バトル ウルトラ銀河伝説 THE MOVIE』に登場。
かつてウルトラ戦士に倒されたバルタン星人が、ウルトラマンベリアルのギガバトルナイザーの力で怪獣墓場から蘇ったもの。外見は初代ウルトラマンと戦った初代バルタン星人に似ている。ベリアルが操る怪獣軍団の一体として他の怪獣軍団と共にウルトラ戦士やレイモンの怪獣たちと戦う。ゼットンやアントラー、キングゲスラなどと共に初代ウルトラマンと激突するが、最期はベリアルのギガバトルナイザーによる攻撃の巻き添えになって爆散した。
回想シーンでも「ベリアルの乱」においてベリアルが操る怪獣軍団の1体として登場し、他の怪獣と共に光の国を襲う描写がある。
また、百体怪獣ベリュドラの左角を構成する怪獣の1体として初代バルタン星人、右腕を構成する怪獣の1体として2代目バルタン星人の姿がそれぞれ位置している。
- 雑誌連載版
  - 『てれびくん』で連載された漫画版でも、ベリアル軍団の一体として登場している。
  - 『てれびくん』2009年12月号付録のメガサイズポスターでは、ウルトラマンメビウスと戦っている。

## 『ウルトラマンギンガ 劇場スペシャル ウルトラ怪獣☆ヒーロー大乱戦!』に登場するバルタン星人（SDI）
映画『ウルトラマンギンガ 劇場スペシャル ウルトラ怪獣☆ヒーロー大乱戦!』に登場。
渡会健太がウルトライブシミュレーション内でライブしたもの。オリジナルと同様に分身や赤色凍結光線、白色破壊光弾などの技を使う。久野千草がライブしたテレスドン（SDI）や石動美鈴がライブしたモチロン（SDI）と戦う。テレスドンに対しては豊富な能力で圧勝するも、モチロンには腕がハサミである点を突かれ、ジャンケンで敗北する。

## 『劇場版 ウルトラマンX きたぞ!われらのウルトラマン』に登場するバルタン星人
映画『劇場版 ウルトラマンX きたぞ!われらのウルトラマン』に登場。
ファントン星人グルマンの記憶に眠る、はじまりの巨人・ウルトラマンの伝説を語る際のイメージシーンに登場。得意の分身能力などを駆使してウルトラマンと激戦を繰り広げる。
- スーツは2体のみで、1体はアトラクション用のもの[161]。合成で多数存在しているように見せている[161]。
- サイバー怪獣のサイバーバルタン星人としての登場はテレビシリーズと同じくないが、容姿を描いたサイバーカードは製品化されている[162]。

## 『大怪獣ラッシュ ウルトラフロンティア』に登場するバルタン星人
データカードダスおよびそれを元にしたCGショートムービー『大怪獣ラッシュ ウルトラフロンティア』に登場。

### バルタンバトラー・バレル
ラッシュハンターズに所属するバルタン星人のハンターで、「命知らずの宇宙忍者」の異名を持つ。一人称は「俺」。容姿は通常のバルタン星人よりかなり機械的で、右手のハサミには剣が内蔵されているほか、左手は鉤爪状の5本指になっている。母星が爆発した際ただ一人生き延びた過去を持っており、口数は少ない。その異名通り自身の危険を顧みない戦い方をするが、これは失った同胞の後を追おうとしているためではないかとガルムに推測されており実際にその考えを持っていた。
第6話でエレキングのハンティング直後休憩中に遭遇したアントラーに引き寄せられた際に第7話で死を覚悟したが、ガルムの「ハンターの仕事は獲物を狩り生きて戻ることだ！」という一言で生きることを決意し第8話でアントラーの磁力を逆手に取り逆転の一手を作り出す。以降は生きることを信条とし、アーマーの力の引き出し方に悩むマグナに対し自身がガルムから受けた上記の言葉で励ましたり、ベロクロンの爆発で吹っ飛ばされたマグナを支え「もう目の前で仲間が死ぬのは見たくないんでな」と発言している。
主な技は破壊光線のエネルギーを右手の剣に集めて敵を切り裂く「白色破壊斬」を武器とする他、冷凍光線のエネルギーを使用する「赤色冷凍斬」、腰の装甲を分離し手裏剣として組み合わせ敵に飛ばす「サイクロンソーサー」、全力で使えば怪獣さえ包囲し動きを止めてしまうほどの数の分身を作り出せる分身能力「ディフェンスブランチ」など多彩な能力を持つ。2ndシーズンからは新兵器として「サンダーブーメラン」（ただし、最終話である第9話のプラズマキラーザウルス戦で取り込まれてしまった）を使用しており、サイクロンソーサーと合わせて放つ「ツインサイクロンソーサー」という新たな技も習得した。また、マグナに対し軽口を言うなど仲間を信用する面も見せている。
- 声：平川大輔
- 着ぐるみも制作されており、ゲーム製作発表に合わせ公開された。

## 漫画のウルトラシリーズに登場するバルタン星人

### ザ・ウルトラマン
内山まもる 『ザ・ウルトラマン』「友情は永遠に…」に登場。
エルフ
元々はM78星雲人であり、ウルトラマンタロウの幼馴染みでもあったが浪人となり、バルタン星人の王子を助けたことから王に気に入られ、キングバルタンを名乗る。地球侵略作戦を考案、当人は「冷たいウルトラの連中より、可哀そうなバルタンたちを助けてやるんだ」と言う。タロウの決死の説得を受け翻意するが、そのためにバルタンから裏切り者と見なされることになる。バルタンたちが自分の計画を流用してウルトラの星を侵略しようとするのを阻止するため、彼らの中枢コンピュータをタロウから即席で伝授されたウルトラダイナマイトで破壊する。ただし、肉体再生の技術までは学んでいる余裕がなく、このために命を落とすことになる。
キングバルタン
上記のエルフの項も参照。頭部は通常のバルタン星人と変わらないが、中心部に触角が1本ついている。左手がメトロン星人の手と類似、右手は鎌のようになっている。左手から強力な熱球を放ち、その威力は地面に大穴を開けるほど。その表皮は簡単に脱ぎ捨てることができるため、スーツに近いものと考えられる。
レッドバルタン
バルタン軍の斬り込み隊長として名高い。左手は通常のバルタン星人と変わらないが、右手がパイプ状になっており、そこからバルタンパワー熱線を出す。タロウのストリウム光線で倒される。
ブルーバルタン
キングバルタンことエルフに付き従い、地球侵略計画を推し進めるが、エルフの変心に至って自らキングバルタンを名乗る。フォルムは普通のバルタン星人と変わらない。

### かがやけ ウルトラの星
内山まもる『かがやけ ウルトラの星』に登場。
怪獣軍団の一員として登場し、北海道侵略隊長として怪獣たちを暴れさせる。後に他の怪獣と合流してウルトラ兄弟と戦い、ウルトラマンエースを倒すが、その直後にウルトラセブンのアイスラッガーを受けて倒される。

### ウルトラ戦士 銀河大戦争
『ウルトラ戦士 銀河大戦争』に登場。
バンドラ
バルタン軍団の帝王。ウルトラの星を侵略するためにエースキラー戦隊と結託してウルトラ商船隊を襲う。救助に駆けつけたウルトラ兄弟を母船（テレビシリーズの五代目が使用したもの）に誘い込み、ゾフィーをブラックホールに追いやることに成功。その後、光の国に総攻撃をかける。部下が巻き込まれるのも構わずウルトラ兄弟を攻撃するなど、基本的に勝つためには手段を選ばない。圧倒的な戦力で光の国を追い詰めるも、突如現れたアンドロメロス（後に生きていたゾフィーと判明）に軍団をほとんど倒され、自身は撤退しようとしたところをアンドロポイントで艦ごと撃墜される。

### ウルトラ兄弟物語
かたおか徹治 『ウルトラ兄弟物語』に登場。
ウルトラ族とスペースサタンキング一党が交戦している中、第三勢力として登場。スペースサタン軍と手を結ぶものの、傷付き捕らえたウルトラ族を戦闘サイボーグに改造するという方針を巡り協力体制は破綻する。
- この作品にもキングバルタンが登場するが、内山版のキングバルタンとの関連は不明。

### 決戦!ウルトラ兄弟
居村眞二『決戦!ウルトラ兄弟』「魔のブレスレット作戦」に登場。
外見は初代バルタン星人と同じであるが、右腕が機械式の鉤爪（メカ爪）になっている（以前、新マン〈ウルトラマンジャック〉にやられたらしい）。新マンがキングザウルス三世を倒した隙にウルトラブレスレットを偽物とすり替える。そして新マンとの直接対決にて、その偽ブレスレットで攻撃する（バルタンはこれをD作戦と名付ける）。しかし、救援に駆けつけた初代ウルトラマンによって偽ブレスレットは破壊され、バルタンも初代マンと新マンのダブルスペシウム光線で倒される。

### ウルトラマン80宇宙大戦争
居村眞二『ウルトラマン80宇宙大戦争』に登場。
ユタ
ウルトラマン80の幼馴染み。バルタン星人が大軍団で宇宙および地球侵略を開始したことを80に伝えるため、地球に向かう。地球で80と再会し共に戦うが、敵の円盤が放った殺人光線から80をかばって命を落とす。亡骸は80によって宇宙に運ばれるが、その後バルタン軍によって密かに回収され、総統の影武者として洗脳された状態で復活（バルタン星人の頭部を模したマスクと、強化服を着けている）、ウルトラの国の第三星区ウルトラベースを占拠してウルトラ兄弟や80を攻撃する。ウルトラベースの自爆のショックで洗脳装置だったマスクが取れて正気に戻るが、洗脳が解けると作動する時限爆弾を仕掛けられており、逃げようとするバルタンの母艦に特攻して散る。
バルタン星人総統
全宇宙を支配下に収めるべく総攻撃を開始したバルタン大軍団の総統。マントを着けている以外は初代バルタン星人と同じ外見をしている。軍団の攻撃で死亡したユタの亡骸を回収し、洗脳して自身の影武者として復活させ、ウルトラの国を攻撃する。これにより一度はウルトラ兄弟の殺害にも成功するが、ウルトラの父によって復活した彼らの反撃により、作戦は失敗。母艦で逃げようとするが、洗脳が解けたユタの特攻によって艦ごと滅び去る。
- この他、バルタン星人二代目、バルタン星人Jr.、バルタン星人五代目、ウルトラファイト版バルタン、そして戦闘員として初代バルタンのベースでもあるセミ人間が登場する。

### ウルトラ超伝説
居村眞二『ウルトラ超伝説』に登場。
宇宙の巨悪たちの配下として様々なストーリーに登場する。初登場ではウルトラ族への恨みを晴らすべくグアによって蛹の状態から目覚める。ベムスター型のロボットと共に新マン（ウルトラマンジャック）を襲い、その後グアに強化改造されてメカバルタンとなり、アンドロ超戦士と戦う。
「アンドロ超戦士・II」ではイドの部下としてメカバルタンの他に二代目が登場するほか、上記の「ウルトラマン80宇宙大戦争」と同じくセミ人間が戦闘員として登場。
「すすめタロウ」では初代タイプがジュダの部下として、ウルトラマンタロウの偽者に変身してウルトラの国に潜入。セミ人間も戦闘員として引き続き登場するほか、五代目も姿を見せる。

### ウルトラ怪獣大戦争
居村眞二『ウルトラ怪獣大戦争』（別冊コロコロコミック1984年1月号に掲載）では、ダーク・ゴッドの部下としてメカバルタンが登場。ザラブ星人の作ったメカゾフィーを使ってウルトラセブンを暗殺しようとするが失敗。ウルトラ族の少年クルスを人質にするがセブンのアイスラッガーで倒された。

### ウルトラ怪獣かっとび!ランド
『ウルトラ怪獣かっとび!ランド』に登場。
クラスメートとして登場。レッドキングの子分ポジションだが時には逆らう。

### ウルトラマン超闘士激伝
原作：瑳川竜、作画：栗原仁『ウルトラマン超闘士激伝』に登場。
メフィラス大魔王配下の鋼魔四天王の一人である闘士バルタン星人として登場。重火器が装備された装鉄鋼を身に着け、分身のPSYバルタンなどを駆使してウルトラ戦士たちを苦しめるが、グレートの捨て身の必殺技によって敗北。後に他の四天王と共に新たな装鉄鋼を身に着けて登場し、二大魔神と戦うウルトラ戦士たちに協力する。
他にも同族として、ロボット怪獣軍団を操るバルタン星人Jrや、パワードの弟子の一人であるパワードバルタン星人が登場。

### ウルトラ忍法帖
『ウルトラ忍法帖』に登場。
悪の組織「朧党」の忍獣「罵流丹」として登場。また息子に罵流丹Jrもいる。

### ウルトラマンSTORY 0
真船一雄『ウルトラマンSTORY 0』に登場。
光の国が打ち上げたプラズマ太陽に細工をし生物の進化を歪めた元凶。暴走したプラズマスパークによって得た力で銀河の支配を企み、多くの改造怪獣などでウルトラ戦士を苦しめる。細身の手足や翅など、かなり昆虫に近いスタイルになっている。
該当項目の一節「ウルトラマンSTORY 0#怪獣・宇宙人」を参照のこと。

### ウルトラマン THE FIRST
高田裕三『ウルトラマン THE FIRST』に登場。
役割は『ウルトラマン』本編と同じであるが、バルタン星が滅びた理由が核実験ではなく戦争ということになっており、他にもフジ隊員に乗り移ったり、地球人側のミサイル「はげたか」が使用未遂で終わったり、宇宙船がウルトラマンに爆破されるのではなく自爆するなど、一部の展開が原作と異なっている。さらに、作品を通しての黒幕的な存在となっており、一度ウルトラマンに敗れた後も、続発する怪獣事件の裏で暗躍して復讐のチャンスをうかがい、終盤ではゼットンを使ってウルトラマン抹殺を企む。ブルトンを調達してジャミラを変異させたのも彼らである。
初代タイプと二代目タイプが登場するが、ただ一人しかいない初代タイプはさながらバルタン軍団のリーダーのように描かれており、作品終盤では自らスペルゲン反射光も装備してウルトラマン相手に地球戦のリベンジを挑んでいる。二代目タイプは、終盤で大量に（数十人）登場するが、最後は八つ裂き光輪の乱射によって全滅する。
該当項目の一節「ウルトラマン THE FIRST#怪獣」も参照。

### 大怪獣バトル ULTRA MONSTERS ウルトラモンスターズ戦記
てしろぎたかし『大怪獣バトル ULTRA MONSTERS ウルトラモンスターズ戦記』に登場。
ストーリーの主人公。この作品のときの名前はカゲマル。最強の怪獣を決める大怪獣バトルに参加するため、バルタン星からやってきた。溺れていたガラモン一族の一人であるガラポンを助け、二人で行動を始めてバトルコロシアムに来る。そこにいたボスゴモラと対決し、苦戦しつつも何とか勝利。子分たちに裏切られて倒されそうになった彼を助けて仲間に加え、チームを結成する。その後、メフィラス星人率いるチャンピオンチームが挑戦してくるが、最後は分身攻撃からの白色破壊光線で彼らを倒す。ガラポン曰く、「バトルのこと以外はからっきし」で、料理の腕が壊滅的。

## ライブステージに登場するバルタン星人

### ウルトラマンスーパーステージ
皇帝デスバルタン
バルタン星を武力で支配する皇帝。究極生命体バルラを復活させ、地球侵略を企む。剣のように鋭く尖ったハサミで、相手を刺し貫く。ウルトラ戦士7人（ウルトラマン、ウルトラセブン、ウルトラマンジャック、ウルトラマンA、ウルトラマンタロウ、ウルトラマンネオス）をまとめて相手にする実力の持ち主。最後はウルトラマンのスペシウム光線に敗れるが、死の直前に自らが生贄となってバルラを復活させる。
- 声：ささきいさお
- 他のウルトラマン関連のアトラクションでもバルタン星人が軍団で登場する際、その親玉として登場することが多い。
- 『ウルトラマンパワード』の際に描いたリニューアルしたデザイン画の記憶を元に描いたものである。腰部のスカートは後に『ウルトラマンコスモス』のバルタン星人ベーシカルバージョンに受け継がれている。

ドクターバルタン
- バルルと共通の要素を持ちつつ、年齢や性別を感じさせるように変化している。初稿では、パワードバルタンを改造する予定だった。

バルル
- 燕尾服風にスカートを処理している。

バルルの母
- バルルと共通の要素を持ちつつ、年齢や性別を感じさせるように変化している。

破壊神バルラ
- デザインモチーフはバルタン星人で、初稿のままでは舞台上では動かせないため、台車を下に付けて移動させるようになったものが決定稿となった。

### ウルトラマンライブステージ
恨み重なるウルトラ戦士を倒すべく、邪神獣ゲスグロウを復活させて宇宙支配を企むメフィラス星人に協力する。作戦が成功すれば、報酬として一族が安心して暮らせる星を貰うことを約束されていた。初代タイプが3体登場するも、ウルトラマンとウルトラマンタロウに倒される。

### ウルトラマンプレミアステージ
エンペラ星人復活を企む暗黒四天王が率いる宇宙人軍団の一員として登場。GUYSの前に現れ得意の分身で翻弄するが、駆けつけたウルトラマンとセブンに倒される。

### ウルトラマンフェスティバル

#### ウルトラマンフェスティバル'95
パワードバルタン星人が登場。ウルトラマンパワードと戦うが、実はウルトラマングレートとパワードを罠にはめるための囮であり、2人を魔界空間に幽閉してしまう。セブン21の活躍によってグレートとパワードが救出されると、2人の合体技「ウルトラプラズマスパーク」の前に巨大ヤプール共々敗れ去る。

#### ウルトラマンフェスティバル2005
第一部に登場。地球侵略のための調査隊が派遣され、暗躍する。書いた怪獣の絵を実体化させるダダ少年の能力に目を付け、彼を唆して怪獣たちを復活・暴れさせる。最終的には自身の姿をたくさん書かせて複数体で現れるが、改心したダダ少年や会場の呼びかけで現れたウルトラ戦士たちに全て撃破される。切り札として、ジェロニモンに蘇らせておいたゼットンを放つがそれも倒され、最後に生き残った瀕死の一体も、自分たちが調査隊に過ぎないと宣戦布告した直後にマックスのマクシウムソードで切り裂かれて爆死し、野望は完全に潰える。

#### ウルトラマンフェスティバル2008
『ウルトラマン』に登場する3代目同様、メフィラス星人の部下として第一部に登場。よくザラブ星人とコンビを組んでいる。前半では80、セブン、ヒカリと対決して、その後逃亡。後半ではバキシム、ザラブ星人と共にセブンと対決するが、初代マンとゾフィーの登場で逆転され、セブンのエメリウム光線によって倒される。
- 今回は、初代ではなく2代目として登場している。

#### ウルトラマンフェスティバル2010
第一部に登場。フック星人が発明したミニミニ光線銃のデモンストレーションにてゴース星人と戦う。試合中に光線銃で子供になったゴース星人をハサミで叩いて泣かせ、たやすく勝利する。フック星人の紹介によれば「趣味は大怪獣バトルのカード集め。夢は地球征服だが、実際に戦うのは怪獣任せの一般的草食系宇宙人」らしい。
またウルトラマンベリアルのギガバトルナイザーで他の怪獣と共に蘇り、暴れに向かう個体もシルエットのみで登場している。
第二部では、メカバルタンがウルトラミュージアムの展示品として登場している。

#### ウルトラマンフェスティバル2011
第一部では、1966年においてギギの強化改造によりパワーアップしたメタリック・バルタン星人が登場。その名の通り全身が強固なメタリックカラーの装甲でコーティングされており、並みの攻撃ではびくともしない硬さを誇る。笑い声は通常のバルタンより、くぐもったものとなっている。ウルトラマンゼロを追い詰めるが、ゼロと会場の呼びかけで復活した初代ウルトラマンには敵わず、ギギもろともスペシウム光線で倒される。
第二部ではメフィラス星人の部下として登場。メフィラスが宇宙でウルトラマンと戦っている間に、地球に襲来してゼロと戦う。自身が「宇宙忍者」であることを自慢しつつ得意の分身能力で5体ほどに分身してゼロを苦しめ、「45年間待ち望んだウルトラ戦士に勝利する時が遂に来た」と勝ち誇るが、地球に駆けつけたウルトラマンの助言を受けたゼロによって分身を破られて形勢が逆転、最後はゼロとウルトラマンに敗れ去る。

#### ウルトラマンフェスティバル2015
第一部に登場。Xioの仮想空間で働く友好的な宇宙人。ダークメフィストに操られウルトラマンエックスに襲い掛かるが、ウルトラマンギンガのギンガコンフォートによって浄化された。最終決戦ではウルトラ戦士たちの応援に駆けつける。

#### ウルトラマンフェスティバル2016
第一部に登場。50年の時を経て再び地球侵略を目論む。
サイバーメカバルタン
バルタン星人によって作られた戦闘ロボット。姿はバルタンバトラー・バレルと酷似しており、右手にドリルを装備している。最後はウルトラマンギンガのギンガクロスシュートで倒された。
『ウルトラギャラクシーファイト 運命の衝突』に登場するサイバーメカバルタン
YouTube配信作品『ウルトラギャラクシーファイト 運命の衝突』に登場。
幻影合身 グア・スペクターによってメカバルタンとともに召喚される。両腕から放つ紫色の必殺光線が武器。最後はウルトラマンゼット デルタライズクローのデスシウムスラッシュによって倒された。
- 本作品が映像作品初登場となる。スーツはデータカードダス『大怪獣ラッシュ』に登場したバルタンバトラー・バレルのイベント用スーツの改造。

ゼットンバルタン星人
バルタン星人とゼットンのフュージョン怪獣。第一部ではバルタン星人がゼットンの能力を取り込むことで変貌する。ウルトラ戦士と戦うものの、ウルトラマンとウルトラマンオーブのダブルスペシウム光線の前に敗れ、元の姿に戻ってもなお戦おうとするが、タイニーバルタンに止められた。第二部では、宇宙恐魔人ゼットが最後の切り札として、最後のゼットンにバルタン星人の大群を合体させて出現させるも、最後はオーブのスペリオン光線で倒された。

### お正月だよウルトラマン全員集合
プレッシャーと共にギガバトルナイザーを盗み、宇宙の支配を企む。プレッシャーが持っていた記憶を奪う水晶玉でギガバトルナイザーを盗むことに成功し、「これで宇宙は我々のもの」と喜ぶが、プレッシャーに「俺だけのもの」と言い返され、食って掛かろうとする。しかし、自分もプレッシャーの水晶玉で侵略の記憶を奪われ、「自分の星に帰ると言っていたではないか」とごまかされてそのまま自分の星に帰ってしまう。

### 円谷ジャングル『ウルトラヒーローショー』
円谷ジャングル主催のウルトラヒーローショーにも悪役として度々登場する。
2011年10月30日に行われたショー『口は災いの元』ではハロウィンの時期の地球に襲来。『ウルトラマンサーガ』で登場するバット星人の尖兵となっており、試作品としてゼットンを貸し与えられている。ハロウィンに因んで変装して暗躍しようと考え、たまたま見つけたノーバをハロウィンの変装と勘違いして衣装を奪おうとするが、変装ではないと知っていじめていたところをウルトラマンゼロやミラーナイトに阻まれる。二人に自分がバット星人の尖兵であることを明かし、ゼットンを使って捕えたウルトラの母を人質にゼロたちを追い詰めるが、ウルトラの母を「ばばあ」呼ばわりしたために彼女の怒りを買い、その隙をついたノーバの奮闘や観客の声援でゼロたちにエネルギーが戻り形勢が逆転。最期はウルトラの母と、彼女の力でノーバが変身したパンプキンマンに叩きのめされ、ウルトラの母のマザー破壊光線で倒される。

## ゲーム作品に登場するバルタン星人

### ウルトラマン（1991年版ゲーム）
STAGE6で対決。ウルトラマン怪獣大決戦と異なり、デザインは初代を極力踏襲。分身は攻撃を受けると消える。
アーケード版には二代目も登場。止めは八つ裂き光輪。

### ウルトラマン Fighting Evolutionシリーズ
怪獣・宇宙人の中では唯一、全作品に登場している。分身などを活かした素早い戦い方が得意。以下では主にストーリーモードでの活躍について述べる。
ウルトラマン Fighting Evolution2
オリジナルストーリー「大地球侵略作戦」ではヤプール人の誘いでダダやマグマ星人と結託し、怪獣軍団を結成。ウルトラ兄弟がヤプールに捕らえられた隙に他の怪獣とともに世界各地を攻撃する。バルタンは水没都市のタワーを襲おうとしたところをウルトラセブンに阻止され対決となる。
ウルトラマン Fighting Evolution3
オリジナルストーリー「世界10拠点同時侵略指令」では世界各地に怪獣たちを送り込んで暴れさせる。怪獣たちをあらかた倒すと科特隊基地にバルタンが直接現れて対決となる。
ウルトラマン Fighting Evolution Rebirth
メフィラス星人の部下となっており、ジェロニモンが復活させた怪獣を改造・強化を施した改造怪獣にして送り込む。円盤の中で行動するが、ウルトラセブンに追跡された末に円盤を破壊され、夜の街にてセブンと対決する。よく見ると目に当たる部分が回転している。
ウルトラマン Fighting Evolution 0
ウルトラ兄弟の一人が、ヒッポリト星人の罠に嵌り、必殺技を奪われた状態で、大量に現れたバルタンと戦うことになる。隠しストーリーではヤプールの力により、覚醒した状態のバルタンと対決する。

### コンパチヒーローシリーズ
SDザ・グレイトバトル 新たなる挑戦
第1話の中ボスとして登場。ヒーローたちを待ち構えている。倒すと更生し、オプションキャラとして戦ってくれるようになる。
ヒーロー戦記 プロジェクト オリュンポス
ダンたちの前に立ち塞がるテロリストとして登場。ホシノ少年に成り済ましてムラマツキャップ率いる科特隊を食中毒にさせたうえにホシノ少年を人質にするなど、卑劣な行動を取る他、ジェスチャーを使って説明をするコミカルなシーンもある。南光太郎には「セミ野郎」と呼ばれていた。その後戦闘シーンでは分身を使って3ターン連続で戦うこととなり、ダンたちを苦しめるが、駆けつけたハヤタたちによってピンチに追い込まれる。だが、「最後の一人になろうともお前たちを倒す！」と言い残して姿を消した。以降は登場していないが、ラストダンジョンには、分身体となるバルタン星人Jr.が出没している。
ザ・グレイトバトルIV
各ステージに雑魚キャラクターとして登場。ステージ2では、モニターに映し出されたヒーローたちにバルタン星人を次々と送り込ませる。
ザ・グレイトバトルVI
サタンダークネスの尖兵にパワードバルタン星人が登場。二代目のように重力嵐で攻撃する者もいる。
三将軍の1人がサイコバルタン星人。宙に浮く球体の中から、念力でサイコボールを飛ばして攻撃する。攻撃を受け続けると巨大なシラリーを操る。三将軍（他はトールギスとシャドームーン）の全敗後にバイオモンスター合体三将軍に取り込まれる。氷に閉ざされた東京で再戦し、氷塊を降らせてさらに飛ばす。
グレイトバトル フルブラスト
エンペラ星人率いる怪獣軍団の戦闘員（最下級）としてバキシムやインペライザーと共に登場する。

### PDウルトラマンバトルコレクション64
「バルタン星人」、「バルタン星人Jr」（『帰ってきたウルトラマン』のバルタン星人Jrとは違う今作オリジナルのバルタン）、「バルタン星人III」（これもゲームオリジナル）の3体が登場。白色破壊光線や分身攻撃など原作同様の技も使用でき、「バルタン星人III」はあんこく光線というオリジナル技も使用できる。ウルトラマン以外のキャラクターで唯一、声（「フォッフォッフォッ」）が収録されている。

### スーパーヒーロー作戦 ダイダルの野望
シナリオ終盤のフリーシナリオにて条件次第で現れる隠しマップ「丹張市」を拠点として大量に現れ、地球侵略を目論む。ボスは全く特殊攻撃を受け付けない巨大な「スーパーバルタン」という名で登場。しかし、一人の研究者の助言の下、ハヤタ・ダン・郷の3人の協力技によって装甲を破られ、撃退される。

### 大怪獣バトル ULTRA MONSTERS
第1弾より初代が参戦し、その後もパワードバルタン星人、メカバルタン、ベーシカルバージョン、ダークバルタンと、続々参戦している。
ステータスは分身能力に優れるだけあってスピードが高く、全てのバルタンの中で最もスピードが高い。さらにスピードゲージがバルタン一族専用のものとなっており、スピード勝負で有利に戦える。その反面、ディフェンスとパワーが低く打たれ弱い。また、スペシウム光線を苦手とするだけあってNEO以降は光属性攻撃に非常に弱くなってしまっている。バルタン一族専用のスピードゲージと、光属性攻撃に非常に弱いことは他の一族にも引き継がれている。
必殺技は劇中使用する「白色破壊光線」、「赤色凍結光線」の他、2体に分身して攻撃を仕掛ける「分身攻撃」という必殺技がある。NEO第2弾より新必殺技として、2体に分身してから白色破壊光線を放つ「分身白色破壊光線」が、NEO-GL第1弾からはダークバルタンとのタッグ必殺技「グラビティトラップ」が追加された。

#### ハイブリッド強化ベム アンドロ・ザ・キラーメカバルタン
『RR』でのオリジナルキャラクターとして初登場するメカバルタンの強化バージョン。アンドロメロスらアンドロ超戦士に恨みを抱くメカバルタンが自らの体に強化改造を施した姿で、全身の筋肉をバイオ改造した他、体の各部にもメカニック改造を行っており、パワーや機敏性、武装がより強力なものになっている。ゲーム参戦予定だったが、参戦することもなくゲーム自体の稼働が終了した。
- 元は児童誌による「メカバルタン強化改造コンテスト」のグランプリ作品である。

## ウルトラシリーズ以外に登場するバルタン星人

### 『チビラくん』に登場するバルタン星人
特撮テレビ番組『チビラくん』第74話に登場。
チビラくんの住むカイジュウ町の住人としてエレキング、イカルス星人、ウーと共に登場する。

### 『有言実行三姉妹シュシュトリアン』に登場するバルタン星人
東映の特撮テレビ番組『有言実行三姉妹シュシュトリアン』第40話「ウルトラマンに逢いたい」に登場。
倉庫に眠っていたバルタン星人の着ぐるみが地球に飛来した流れ星の影響で命を得て実体化した存在。ロブスターを食べようとしていた三姉妹の前に姿を現し、仲間を食べようとした敵とみなして襲いかかってくる。
ドタバタ騒ぎの末に街に飛び出した後、同じく着ぐるみから実体化したガラモン、ゴモラ、ダダ、エレキングを操って地球を征服しようと企み、阻止しようとたちはだかるシュシュトリアンと交戦の末、巨大化して圧倒し敗北寸前まで追い詰める。
しかし、怪獣おじさんが変身したウルトラマンと、ウルトラマンの力によって巨大化したシュシュトリアンに巻き返されて敗北。ウルトラマンによって、他の怪獣たちと共にM78星雲にある怪獣の星へとへと運ばれていった。

### メバ
1967年に成田亨が「バルタン星人をメカニックなイメージで」という発想のもとにデザインしたキャラクター。名前は「メカニック・バルタン」の略称で、昆虫的要素は薄く金属質のシャープなボディのデザインで、両手はハサミ状ではない独自の形状のものであった。雑誌『宇宙船』Vol.15、16にイラストが掲載されたが、映像作品に登場する機会はなかった。
- 漫画『ウルトラマン超闘士列伝』の闘士バルタン星人の装鉄鋼のデザインに部分的にメバのモチーフが盛り込まれている。

## その他の映像作品に登場するバルタン星人
- 映画『ウルトラマン・ウルトラセブン モーレツ大怪獣戦』では草原に怪獣軍団とともに出現し、ウルトラセブンと格闘を始める。
- ビデオ『ウルトラスーパーファイト』第1話「ウルトラマン大ピンチ!!」に登場。突如姿を現し、街を攻撃。そこへウルトラマンが登場して対決になる。ハサミからの攻撃で苦しめるが、最後はウルトラアタック光線を喰らい倒れた。
- プラネタリウム映像作品『ウルトラマン (プラネタリウム特別編)』では、ブラックホール怪獣 ブラキウムを操り、ウルトラマン、ウルトラマンネオス、ウルトラセブン21と対決する。
- 香港の軒尼詩道にあるショッピングセンター「希慎広場（中国語版）（HYSAN PLACE）」のウェブ動画「超人之母 X HYSAN PLACE Teaser（終極篇）」では、若い女性に変身して買い物やカフェを楽しむウルトラの母を邪魔して格闘戦になるが、圧倒されて観念する。ラストでは、大量の紙袋を持たされてウルトラの母と共にM78星雲に帰還する[166]。

### 過去の映像を流用しての登場
いずれも映像はそれぞれの初登場作品の流用。
『ウルトラマンタロウ』第40話
回想シーンの35大怪獣・宇宙人の一体として登場。オープニングの肩書きが「バルタン星人」ではなく「宇宙忍者バルタン」となっており、ナレーションの解説では初代だが、映像は二代目となっている。
映画『実相寺昭雄監督作品ウルトラマン』
二代目が怪獣供養の回想シーンで登場している。
映画『ウルトラマンZOFFY ウルトラの戦士VS大怪獣軍団』
初代と二代目が登場。ゾフィーに初代の暴れるシーンと、二代目とウルトラマンの対決が紹介される。二代目の声は広瀬正志が担当。
映画『ウルトラマン物語』
五代目が宇宙の帝王ジュダの配下として80に挑んだ。断末魔に「ジュダ様」と叫び、ウルトラ戦士たちがジュダの復活を知るきっかけとなる。
映画『甦れ!ウルトラマン』
怪獣総進撃を予期したハヤタのイメージ映像に三代目が登場。
映画『新世紀ウルトラマン伝説』
冒頭でコスモスとベーシカルバルタンの戦いが映る。

## その他
- バルタン星人を表した「(V)o￥o(V)」の顔文字が、Microsoft IMEの話し言葉顔文字辞書などに登録されている。
- 宅八郎は就職活動の際、背広姿にバルタン星人の着ぐるみをかぶって行ってマスコミの注目を集め、報道で取り上げられたことがある。
- 1966年7月1日から同年7月3日まで、大阪タワー完成イベントにカネゴン・マグラーと共に登場している[167]。
- 『ウルトラマン』の後期オープニングの監督表記では、片方のハサミが大きいバルタン星人のシルエットが用いられた。このシルエットは、OVA『ウルトラマン超闘士激伝』のオープニングにもパロディとして登場する。
- 『ウルトラマン物語』に登場するグランドキングの左腕の鋏の装甲は、バルタン星人のものだと言われている[168]。
- 1984年に円谷プロのアイドル、花井その子のデビュー曲「コズミックラブ」のプロモーションのためにバルタン星人、レッドキング、ピグモンの3体も一緒に踊る[169]。着ぐるみはこのための新規造型物であり、デザインは初代がベースとなっているが、耳は二代目のように発光する。
- 1990年代初頭、バンダイからウルトラマンとバルタン星人を模った釣りルアーが2体セットで販売された。箱裏の説明文には「バルタン星人はザリガニに似た容姿で魚どもを刺激し食いつく事この上ない」と記述されている。
- テレビドラマ『ウルトラマンになりたかった男』では、劇中で製作される映画『オールウルトラマンVS怪獣軍団』にて怪獣軍団の1体として登場し、ウルトラ戦士たちと戦う。
- 『ウルトラセブン 太陽エネルギー作戦』では、ウルトラ警備隊の過去のデータファイルとしてバルタン星人がモニターに写るシーンがある（写真は『ウルトラマン怪獣大決戦』のもの）。
- 『ウルトラマンM730 ウルトラマンランド』では、エイリアンファイブのドラム担当「ピートバルタン」が登場する。また、同番組の元である人形劇『ウルトラP』では、悪役としてしばしば登場する。
- 2000年に郵政省が発行した特殊切手「20世紀デザイン切手シリーズ」第13集では、ウルトラマンと共に「番組開始当時から人気の怪獣」として90円切手になった[170]。怪獣が日本の切手となったのは、同シリーズのゴジラに続き2回目である。
- 2000年に二期会公演で行われた実相寺昭雄の演出によるモーツァルトのオペラ『魔笛』では、笛の音に誘われて動物たちが登場するシーンでピグモンやカネゴンなどのウルトラ怪獣と共にバルタン星人も出演する。
- バンダイビジュアルが製作したオリジナルのDVD使用事項の注意では、カネゴン・ダダ・ザラブ星人とともにDVDを汚したり、落書きしたりと乱暴に扱ってウルトラマンに注意される。
- 笹本祐一のSF小説『妖精作戦』シリーズ第2巻「ハレーション・ゴースト」では、現実世界に実体化した「夢」の1つとしてバルタン星人が登場。下町でウルトラマンと戦っている。
- 真行寺のぞみのライトノベル『血まみれ学園とショートケーキ・プリンセス』では、バルタン星人が敵の1体として登場し、ウルトラマン（本物ではなく人形が等身大サイズになったもの）と戦う。
- 『大怪獣バトル ウルトラ銀河伝説 THE MOVIE』の主題歌「星のように…」のプロモーション映像では、ベムスターやアーストロンと共にイメージ映像で登場している。
- プロバスケットボールbjリーグと円谷プロダクションのコラボ企画として開催された、ウルトラ怪獣を各チームのマスコットキャラクターとしてチームに加える「ウルトラ怪獣ドラフト2010」では、候補としてノミネートされた後に秋田ノーザンハピネッツからドラフト指名された[171]。
- 『ウルトラゾーン』では、最終回のアイキャッチに登場。怪獣特捜隊の指令室でタカダ・リホ隊員と寛ぎ、雑誌を読む姿が描かれている[172]。
- 2012年7月24日に放送された『ザ・プライムショー』では、ライバル関係であるウルトラマンとともにゲストとして仲良く共演していた。
- 『ウルトラマン“ブログ”列伝』で紹介される際は、漫画『ジョジョの奇妙な冒険 Part2 戦闘潮流』に登場するルドル・フォン・シュトロハイム風の紹介がされるのが恒例となっている[173]。
- 2013年2月7日に行われた六本木ビルボードライブでの歌手シルヴィ・ヴァルタンのコンサートで、アンコールにバルタン星人が出演した[174]。
- 『ネット版 仮面ライダー×スーパー戦隊×宇宙刑事 スーパーヒーロー大戦乙!〜Heroo!知恵袋〜あなたのお悩み解決します!』では、出しっぱなし布団の謎（仮面ライダーアクセル編）に（目元に線が入るなどぼかされてはいるが）登場している。
- 『ウルトラ怪獣擬人化計画 feat.POP』にて擬人化されている。
- 川崎市川崎駅前で営業されている居酒屋「怪獣酒場」は、バルタン星人のバルタン店長が店長というコンセプトとなっている。
- 2014年に開催された『ウルトラマンビクトリーウルトランスアイデアコンテスト』では、バルタン星人をモチーフとしたバルタンセンジュカノンがてれびくん賞を受賞し、ウルトラマンフェスティバル2014のライブステージにウルトラマンビクトリーのウルトランスとして登場した[175]。
- 2017年5月23日に公開されたメイデイの楽曲「少年他的奇幻漂流」のミュージックビデオにダークバルタンが登場。台北市の市街地でウルトラマンネオスと戦い一度はネオスを敗退させるが、再戦を挑んだネオスのネオマグニウム光線を受けて倒される[176][177]。
- テレビアニメ『SSSS.GRIDMAN』第2話ではパワードバルタン星人とサイコバルタン星人のフィギュア、第8話にはメカバルタンのフィギュアがそれぞれ新条アカネの部屋の棚に飾られている[178][179]。後者は、同話に登場するメカグールギラスに合わせてメカ系怪獣でまとめられている[178][179]。

### SD作品でのバルタン星人
- OVA『ウルトラマングラフィティ おいでよ!ウルトラの国』にはモタモタモーターズ第一販売部部長として登場。バル夫はその息子である。
- 『ウルトラマンキッズ』関連の作品では、バルという名前で登場。テレビアニメ版『ウルトラマンキッズ 母をたずねて3000万光年』ではレギュラー扱いであり、ガッツン（ガッツ星人）を子分にしている。
- 1996年公開の映画『ウルトラマンカンパニー』にはウルトラマンカンパニーの社員バルタ君として登場する。

### 未発表作品でのバルタン星人
- 完全新作で製作を予定していた『ウルトラマン ジャイアント作戦』に登場が予定されていた[180]。本作品で披露するはずだった能力はバルタン星人（二代目）のものに流用されている。
- 『ウルトラセブン』の未発表作品「宇宙人15＋怪獣35」では他の宇宙人と手を組んで宇宙連合軍を結成し、冒頭でセブンを襲いダンに絶対安静の重傷を負わせ、この時は逃げる。怪獣を東京に出現させた後に再びセブンと戦い、倒されるというシナリオが予定されていた。「フィギュア王」に掲載された『ゴードの巻』でも宇宙連合軍のリーダー格として登場し、最後はセブンに倒される。これ以前に『セブン』企画時の初期段階でもバルタン星人の登場は検討されている。
- 『ウルトラマンG』の続編企画はバルタン星人の襲来が発端になる予定であった（「ウルトラマンG#続編企画」参照）。
- 1993年に『ウルトラマン』の25年後を舞台とした映画『ウルトラマン/バルタン星人大逆襲』の製作が予定されていたが、中止されている[14]。千束北男（飯島敏宏）により執筆された脚本は飯島敏宏著『バルタンの星のもとに』（風塵社）に収録されている。内容の一部は『ウルトラマンコスモス THE FIRST CONTACT』や『ウルトラマンマックス』第33話・第34話に反映されている[181][14]。

### バラエティー番組でのバルタン星人
ウルトラ怪獣の代表としてバラエティ番組にもたびたび登場する。
- 『タケちゃんマン』には一度ザリガニが巨大化した設定で登場する。
- 1983年に放送された『笑ってポン!』には。「木人38号」と闘う怪獣として登場した。
- 『5夜連続シリーズ スーパーTV』の「人気怪獣大パレード」（1984年3月26日 - 3月30日放送）では、番組の合間のアニメ寸劇に登場。声優は三遊亭小遊三[169]。
- 1987年秋の『風雲!たけし城スペシャル』ではたけし軍の一員として出演。ジブラルタル海峡ではスタート時に砲撃で受け取らなければならない金のボールをすでに右手に持っているという反則技をやってのけた。
- 1990年1月9日放送の『加トちゃんケンちゃん光子ちゃん笑いころげておもしろ家族!』にゲスト出演した。
- 1990年の紅白歌合戦ではチェッカーズが歌う「ウルトラマンの歌」をバックにレッドキング、エレキングと共にウルトラマン、ウルトラセブンと戦う。
- 2007年1月28日放送の『行列のできる法律相談所』で、ウルトラマン、セブン、メビウスと共に出演。島田紳助によると「裏番組が強力だから視聴率アップのため来てもらった」とのことで、 番組中では流されたVTRをウルトラ兄弟3人と共に見ながら爆笑している様子が見られた。
- 2008年9月15日放送の『関口宏の東京フレンドパークII』では、ゲストが同時期公開の『大決戦!超ウルトラ8兄弟』に出演の長野博、五十嵐隼士、吉本多香美だったこともあり、ホンジャマカの恵俊彰が最終種目ハイパーホッケーでバルタン星人の着ぐるみで登場し、メビウスとティガに倒される。
- 2009年11月 - 12月にかけては『大怪獣バトル ウルトラ銀河伝説 THE MOVIE』の宣伝を兼ねて様々な番組に出演した。
  - 11月15日放送の「オレたち!クイズMAN」ではウルトラマン、セブン、ジャック、タロウ、ゼロと共に登場。
  - 12月5日放送の、『めちゃ×2イケてるッ!』では他の怪獣たちと共にオーディションを受ける役柄で出演、怪獣たちの元締めを務めた。岡村隆史扮するプレッシャー星人に対しては、当初は快く思わずハサミをぶつけるなど嫌がらせをしていたが、最後に全員で「スリラー」（「ウルトラー」と動きをアレンジ）を踊ったころにはすっかり打ち解けた。またウルトラ戦士が審査に来た際は非常に驚いていたが、審査員のセブンに対して見事なステップを披露した。これを見た加藤浩次からは「バルタンかっこいい」と評価された。
  - 12月7日放送の『世界まる見え!テレビ特捜部』の冒頭部分にはメトロン星人、ゼロ、セブンと共に登場。
- 2011年1月9日放送の「題名のない音楽会」では指揮をしている音楽家を赤色凍結光線で固まらせ演奏を止めた後、ウルトラマンと戦う。スペシウム光線で成敗され、謝罪して改心する。
- 2011年4月19日放送の『ピラメキーノ』番組内企画『キャラ・1 GP』で、ピラメキパンダとプロレスで対決。ピラメキパンダをアキレス腱固めや瞬間移動で苦しめるも、ウルトラマンゼロの乱入でゼロの放つスペシウム光線[注釈 21]で敗北する。
- 2013年3月1日ニコニコ生放送公式ゲーム番組『高橋名人と椿姫彩菜のゲッチャ!』にて、PSP用ゲームソフト『ウルトラマン オールスタークロニクル』（バンダイナムコゲームス）の紹介で登場[182]。

### CMでのバルタン星人
- 1980年代中期の東芝ビデオデッキ「VIEWSTAR」のCMでは、ウルトラマンと共に登場。ハサミから火花を出しながら戦う。スロー再生や「逆転再生」（巻き戻し機能）の説明では、八つ裂き光輪で真っ二つにされるシーンが用いられている。
- 1991年に、バンタンデザイン研究所のCMに出演。バルタンとバンタンの響きが似ていることからの起用である。
- 2009年のHONDA「ステップワゴン スパーダ」のCMでは、スパーダを恐れて他の怪獣と共に道を空ける役で出演している。
- マイポケットとウルトラマンのコラボ企画『地球のデータを救え! ウルトラマイポケット』第4話「怪奇!思い出が消えちゃった!編」（2013年12月18日公開）に登場。ある女性の家に現れたバルタン星人は思い出のアルバムを盗み燃やすが、ウルトラマンのスペシウム光線で倒される。
- 2014年3月のJR博多シティリニューアルCM「集合編」には、ウルトラの母、ダダ、ピグモンと共に登場。ピンクのスラックスとハイヒールを履いている[183]。
- 2015年のファミリーマートのファミマ春フェスタのテレビCMではピグモンとダダと一緒に買い物をしている[184]。
- 2016年のファミリーマートのファミマ冬フェスタのテレビCMではくじ引きの箱に挟まり、キングジョーが引っ張っている[185]。
- 2015年6月1日にカゴメがWEB動画として公開したスルフォラファン啓発CM『中高年のスルフォラファン』第1話「いくつになっても負けられない」に登場。オフィス街に出現し、中年サラリーマン・山田課長が巨大化したヒーロー「スルフォラファン」と戦い、スルフォラファンを苦戦させる[186][187]。
- 2017年に公開されたSTNetのスマートフォン「Fiimo」のCM「スマホ料金見直し大作戦」に登場。ビル街の屋上に立てられたFiimoの看板広告の前でウルトラマンと戦い、ウルトラマンが放った「フィーモ光線」を受けて倒される[188][189]。

### 類似キャラクター
- 『ウルトラマンタロウ』に登場したテンペラー星人は、それまでの敵宇宙人を合わせたデザインだが、頭部や口吻の形状、鋏状の手など特にバルタン星人を意識した部分が多い。『ウルトラマンメビウス&ウルトラ兄弟』以降ではスマートにリファインされたデザインのテンペラー星人が登場するが、デザインを担当した酉澤安施は「バルタン星人がモチーフと聞いたので少しバルタンに戻していった」と語っている[190]。
- 『ウルトラマンレオ』に登場したフリップ星人はバルタン星人と酷似した笑い声を発するが、これはバルタン星人の鳴き声をアレンジ、早回ししたためである。青白い光学合成による分身やテレポーテーションを得意としている点も共通しており、ビデオソフト『ウルトラ怪獣大百科』では親戚関係も噂されている。
- 『ウルトラマンネオス』のザム星人のデザインソースはバルタン星人とゼットンであり、鋏状の両手などにバルタン星人の意匠が見られる。またビデオ版のザム星人は「故郷を失って放浪する宇宙人」と設定されている。
- 『劇場版 ウルトラマンX きたぞ!われらのウルトラマン』に登場する閻魔獣ザイゴーグの眼はバルタン星人をモチーフとしている[191][192]。
- 『ジャンボーグA』第45話に登場した怪獣キングビートルのデザインソースもバルタン星人とゼットンとみられ、雑誌『宇宙船』のバルタン星人の特集にも取り上げられた。顔などに初代バルタン星人のイメージがあり、デザインした米谷佳晃によると、『ジャンボーグA』においては意図的に過去のキャラクターのデザイン面でのリメイクを行っていたとのこと。
- 『突撃!ヒューマン!!』に登場する怪獣ザリゾン[193]（デザインは成田亨）も、全体のシルエットにバルタン星人との共通点を多く残しており、キングビートル同様に『宇宙船』誌上でバルタン星人の特集で取り上げられている。また、成田自身によりバルタン星人とメバとザリゾンの3体が並ぶ絵も描かれている。
- 『アウターマン』に登場するシルビー星人タルバは、バルタン星人の名前の由来がシルヴィ・バルタンであるとの説に基づいた上で、同様に彼女の名をネーミングの由来としている[194]。
- 『五龍奇剣士（中国語版）』に登場する侵略宇宙人カエラは、バルタン星人の名前の由来がシルヴィ・バルタンであるとの説に基づいた上で、それに習って木村カエラを由来として名付けられている[195]。

### パロディキャラクター
- ぜんきよしの漫画『あほ拳ジャッキー』（小学館「月刊コロコロコミック」連載、1983年 - 1987年）にバルタン星人のパロディキャラクターとして、ワルタン星人が登場（てんとう虫コミックス第3巻「ワルタン星人」の巻で初登場）。本家同様に地球征服を狙う、名前の通り"ワルい"宇宙人である。自家用円盤AFO[注釈 22]に乗って地球に襲来、地球人全員をあほにして地球征服を狙うのが目的[196]であり、その邪魔となるあほ拳（ジャッキーちゃん[注釈 23]・フェイフェイ老人）を抹殺すべく、あれやこれやの手を使って挑戦するが、毎回敗れる。
- 片山まさゆきの漫画『ぎゅわんぶらあ自己中心派』にバルタン星人のパロディキャラクター、ハルタン星人が登場。宇宙から侵略してきた配牌忍者。ツミコミや分身の術を巧みに使う。スピード感のあるタンヤオを得意とし、大抵の場合が食いタンであり、たまにリーチをかけることもある。なお、自身があがった場合は「フォフォフォ…」と笑う。